# Thâm nhập khí quyển

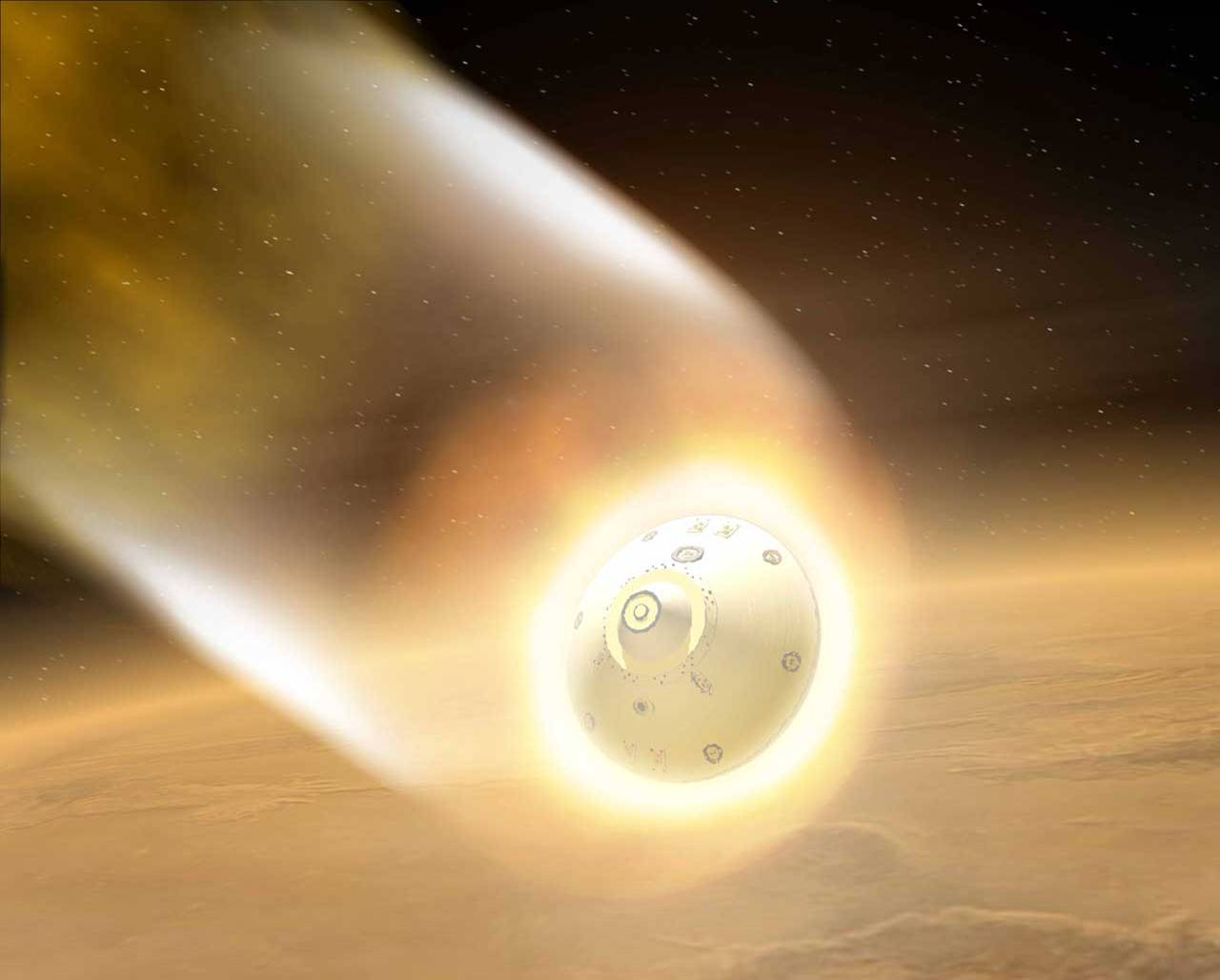
Vỏ bọc cách nhiệt của Mars Exploration Rover (MER) theo hình dung của họa sĩ

Xâm nhập khí quyển là chuyển động của một vật thể ngoài không gian đi vào và xuyên qua lớp khí quyển của một hành tinh, hành tinh lùn hoặc một vệ tinh tự nhiên. Có hai dạng hồi quyển:
- Hồi quyển không điều khiển ví dụ như sự hồi quyển của các thiên thạch, mảnh vụn vũ trụ, hoặc cầu lửa
- Hồi quyển có điều khiển của tàu vũ trụ được điều hướng và có đường bay được tính toán trước. Các công nghệ mà theo đó cho phép điều khiển một phương tiện bay thâm nhập khí quyển, giảm độ cao và hạ cánh được gọi chung là EDL (Entry, Descent, and Landing).

Vật thể khi đi vào khí quyển sẽ phải chịu lực cản khí quyển, mà sẽ gây ra ứng suất lên các cơ cấu cơ khí của vật thể, cùng với đó là nhiệt khí động-gây ra bởi phần lớn là từ áp suất không khí phía trước của vật thể và do cả lực kéo. Những lực này sẽ gây ra sự mất mát khối lượng (do bốc hơi/bào mòn khi bay qua lớp không khí dày) hoặc thậm chí là sự bốc hơi hoàn toàn của những vật thể có kích thước nhỏ, những vật thể có cường độ nén thấp hơn có thể bị nổ.
Một tàu vũ trụ có người lái bắt buộc phải giảm tốc độ bay xuống dưới tốc độ âm thanh trước khi triển khai dù hoặc phanh khí động. Những phương tiện bay dạng này có động năng thường là giữa 50 và 1.800 MJ, và cách duy nhất để làm tiêu hao động năng là tỏa nhiệt vào khí quyển. Lượng nhiên liệu tên lửa cần thiết để làm chậm tàu vũ trụ sẽ gần bằng lượng được sử dụng để tăng tốc ban đầu, và do đó, việc sử dụng động cơ tên lửa hãm trên toàn bộ quá trình quay lại Trái đất là không thực tế. Trong khi nhiệt độ cao tạo ra ở bề mặt tấm chắn nhiệt là do nén đoạn nhiệt, động năng của tàu vũ trụ cuối cùng bị mất do ma sát với không khí (độ nhớt) khi tàu vũ trụ bay trong tầng khí quyển. Các tổn thất năng lượng nhỏ khác bao gồm bức xạ vật đen trực tiếp từ các khí nóng và phản ứng hóa học giữa các khí bị ion hóa.
Đầu đạn của tên lửa đạn đạo và của các thiết bị bay dùng một lần không yêu cầu phải giảm tốc độ khi hồi quyển, thực tế, chúng được thiết kế cấu hình sao cho có thể duy trì được vận tốc tối đa. Ngoài ra, sự quay trở lại Trái đất ở vận tốc thấp từ vùng không gian gần ví dụ như nhảy dù từ khinh khí cầu không yêu cầu phải có vỏ bọc cách nhiệt bởi vì gia tốc trọng trường của vật thể bắt đầu ở trạng thái nghỉ từ bên trong bầu khí quyển (hoặc vùng không gian gần) không thể tạo ra đủ vận tốc để gây ra ma sát sinh nhiệt nguy hiểm.
Đối với Trái đất, bầu khí quyển được giới hạn bởi đường Kármán ở độ cao 100 km (62 dặm; 54 hải lý) bên trên bề mặt, giới hạn này đối với bầu khí quyển của sao Kim là 250 km (160 mi; 130 nmi) và ở sao Hỏa là 80 km (50 mi; 43 nmi). Các vật thể không điều khiển có vận tốc lớn và tăng tốc do bị hút về phía Trái đất dưới tác động của lực hấp dẫn, sau đó nó bị chậm lại do ma sát khi đi vào bầu khí quyển. Các thiên thạch cũng thường di chuyển khá nhanh so với Trái đất đơn giản vì quỹ đạo của chúng khác với quỹ đạo của Trái đất trước khi chúng rơi vào trường hấp dẫn của Trái đất. Các phương tiện thâm nhập khí quyển đạt vận tốc siêu vượt âm nhờ việc chúng bay dưới quỹ đạo (ví dụ như khoang mang đầu đạn hồi quyển của tên lửa đạn đạo liên lục địa), theo quỹ đạo (như tàu Soyuz), hoặc quỹ đạo không giới hạn (ví dụ thiên thạch). Đã có nhiều công nghệ tiên tiến khác nhau được phát triển để cho phép quay lại khí quyển và bay với vận tốc cực lớn. Đối với một hành tinh khí khổng lồ có bầu khí quyển dầy và lực hấp dẫn lớn, để có thể kiểm soát việc thâm nhập khí quyển các hành tinh này thì phương pháp nhập quyển là sử dụng lực đẩy Archimedes, ví dụ đối với bẩu khí quyển của sao Kim, Titan và các hành tinh khí khổng lồ.

## Lịch sử

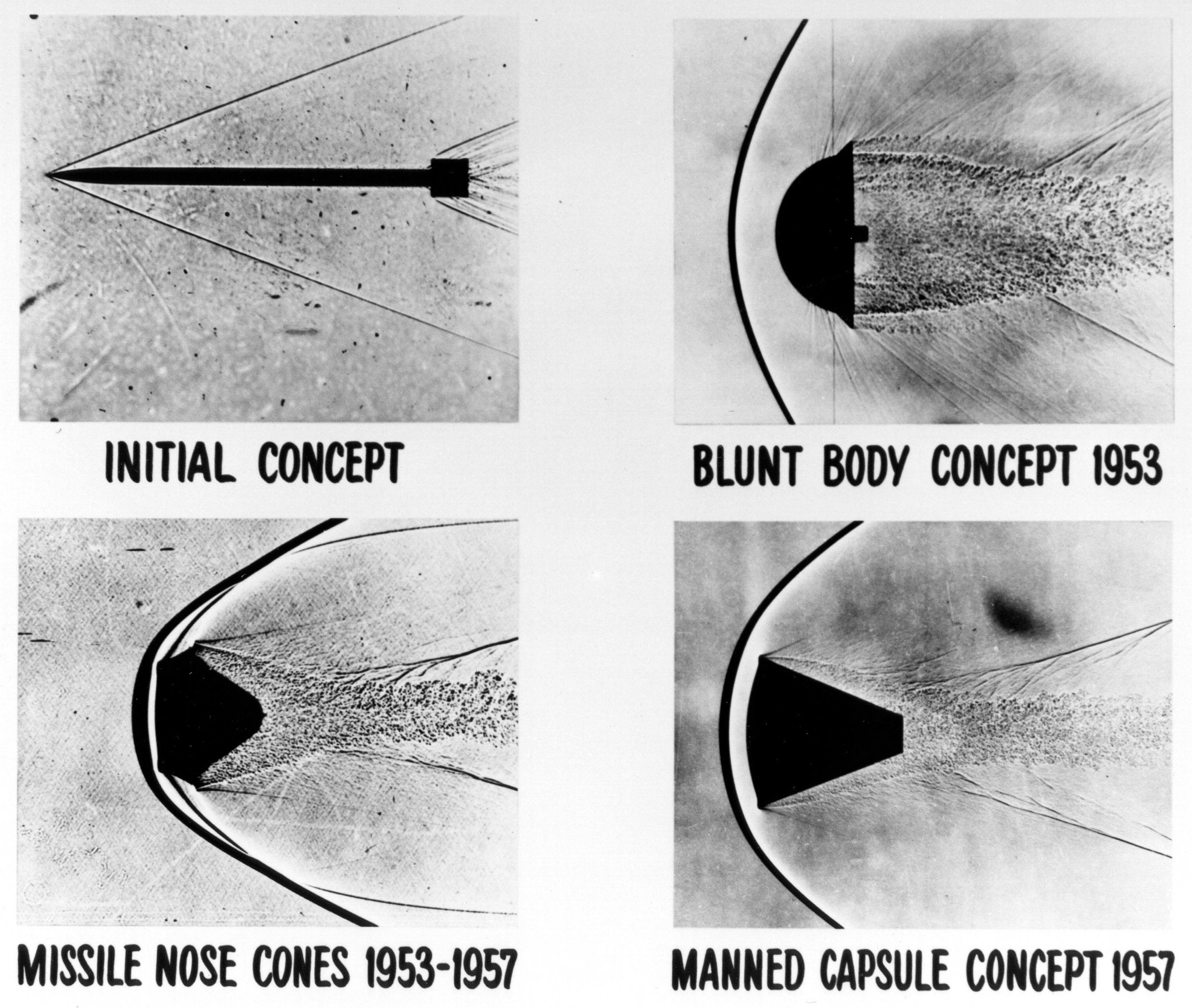
Các cấu hình thời kỳ đầu của các phương tiện hồi quyển, thử nghiệm trong hầm gió.

Cấu hình của vỏ cách nhiệt đã được mô tả từ sớm vào năm 1920 bởi Robert Goddard: "Đối với thiên thạch lao vào bầu khí quyển với vận tốc cao lên tới 30 dặm (48 km) mỗi giây, phần lõi của thiên thạch vẫn giữ trạng thái lạnh, và việc bào mòn ở mức độ lớn là do sứt mẻ hoặc nứt bề mặt do bị nung nóng đột ngột. Vì lý do này, nếu bề mặt bên ngoài của thiết bị hồi quyển được bọc bằng các lớp chất cứng không bị nóng chảy với các lớp dẫn nhiệt kém ở giữa, thì bề mặt sẽ giảm bị bào mòn đáng kể, đặc biệt là khi vận tốc của thiết bị hồi quyển sẽ không lớn như vận tốc của thiên thạch thông thường."
Những phát triển thực tiễn về phương tiện hồi quyển bắt đầu từ khi tầm bắn, và tốc độ hồi quyển của tên lửa đạn đạo ngày một tăng dần lên. Đối với những tên lửa tầm ngắn, như tên lửa V-2, vấn đề về sự ổn định và ứng suất khí động học là những vấn đề quan trọng (Nhiều tên lửa V-2s đã vỡ vụn trong quá trình hồi quyển), nhưng ở các tên lửa tầm ngắn, sự tăng nhiệt độ vẫn chưa phải là một vấn đề lớn. Các tên lửa tầm trung như tên lửa R-5 của Liên Xô, có tầm bắn 1.200 kilômét (650 hải lý), đòi hỏi phải sử dụng lớp gốm composite làm tấm chắn nhiệt cho đầu đạn hồi quyển độc lập. Những tên lửa đạn đạo liên lục địa đầu tiên, có tầm bắn từ 8.000 đến 12.000 km (4.300 đến 6.500 nmi), bắt buộc phải có tấm chắn nhiệt và phương tiện hồi quyển dạng cùn.
Tại Mỹ, kỹ thuật trong lĩnh vực này đã được khám phá bởi H. Julian Allen và A. J. Eggers Jr. tại trung tâm nghiên cứu Ames thuộc National Advisory Committee for Aeronautics (NACA). Năm 1951, họ đã phát hiện ra một tấm chắn nhiệt có hình dạng cùn (lực cản cao) là tấm chắn nhiệt hiệu quả nhất. Từ các nguyên tắc kỹ thuật cơ bản, Allen và Eggers đã chỉ ra rằng tải nhiệt mà tàu vũ trụ phải chịu khi hồi quyển tỷ lệ nghịch với hệ số cản; tức là lực cản càng lớn thì tải nhiệt càng ít. Nếu tàu vũ trụ có dạng cùn, không khí sẽ không thể "tránh khỏi quỹ đạo bay" đủ nhanh và khi đó không khí sẽ tạo thành một tấm đệm khí để đẩy sóng xung kích và lớp xung kích nóng về phía trước. Vì hầu hết các khí nóng không còn tiếp xúc trực tiếp với tàu vũ trụ, nên nhiệt năng sẽ ở lại trong đệm khí và chỉ đơn giản là di chuyển xung quanh tàu vũ trụ rồi sau đó sẽ tiêu tán vào khí quyển.
Khám phá của Allen và Eggers, mặc dù ban đầu được coi là bí mật quân sự, cuối cùng đã được công bố vào năm 1958.

## Thuật ngữ và định nghĩa
Thâm nhập khí quyển là một phần của pha quỹ đạo thường được nhắc đến là thâm nhập, giảm độ cao, và hạ cánh (entry, descent, and landing-EDL). Khi việc hồi quyển diễn ra đối với một phương tiện bay mà trước đó nó cũng đã rời khỏi bầu khí quyển đó, thì sự kiện này còn được gọi là hồi quyển và đa số là nói về việc hồi quyển Trái đất.
Nguyên lý cơ bản của thiết kế một vật thể bay hồi quyển là việc phải tiêu tán năng lượng của tàu vũ trụ đang di chuyển ở tốc độ siêu vượt âm, làm chậm quá trình rơi của thiết bị/hàng hóa/khoang chứa nhà du hành/hành khách và hạ cánh trong khi vẫn phải đảm bảo các ứng suất tác động lên tàu ở một giới hạn cho phép. Điều này có thể thực hiện bằng các động cơ hãm hoặc hình dạng khí động (cấu hình của tàu vũ trụ hoặc dù).

## Cấu hình phương tiện thâm nhập khí quyển
Có một vài hình dạng cơ bản được sử dụng trong thiết kế phương tiện thâm nhập khí quyển

### Dạng mặt cầu

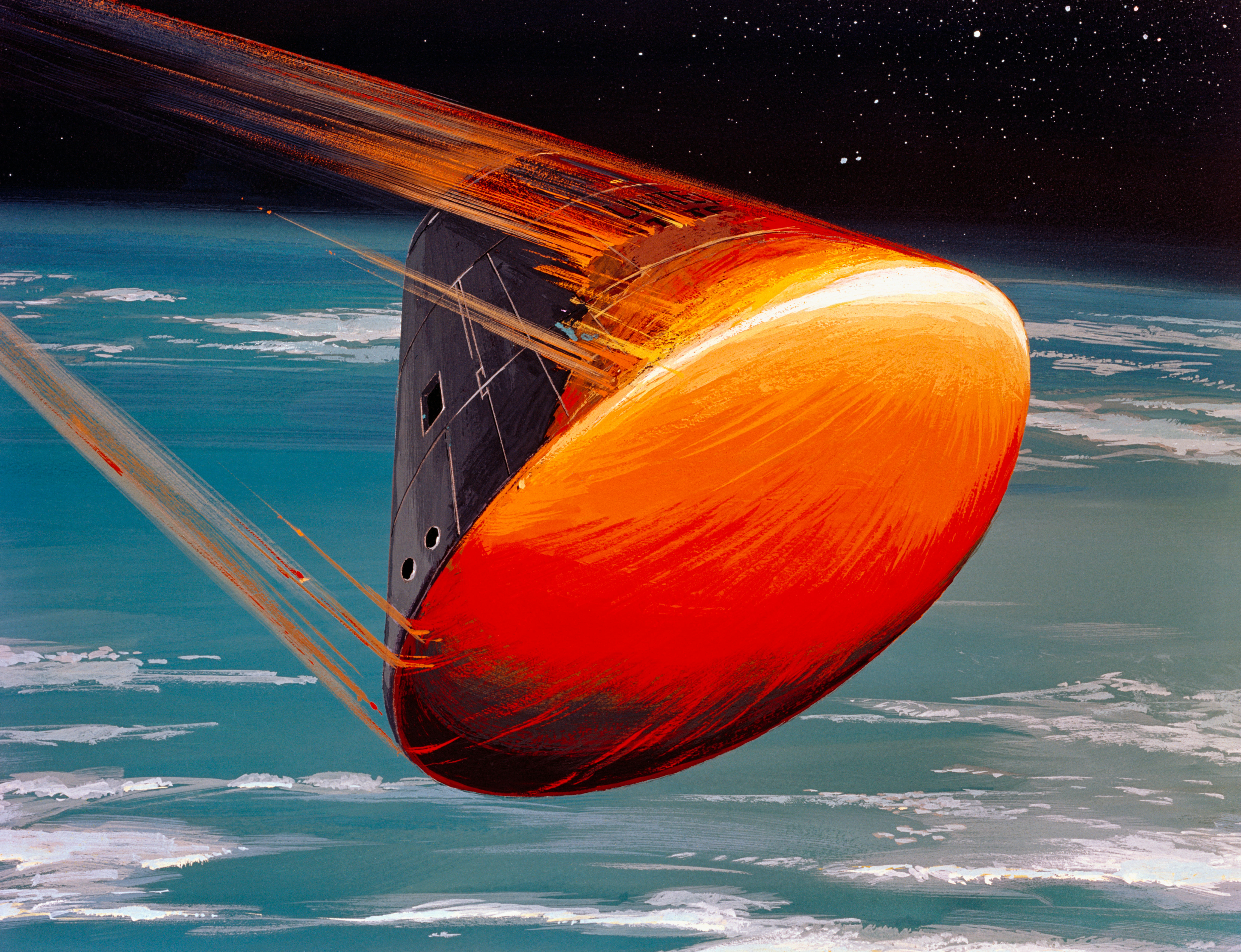
Module chỉ huy tàu Apollo đang bay với phần đáy tù hướng về phía trước ở một góc tấn khác 0 ngầm mục đích tạo ra lực nâng khi hồi quyển và khả năng điều chỉnh vị trí hạ cánh.

Mặt cầu hoặc mặt cắt cầu là dạng đối xứng trục đơn giản nhất. Đây có thể là một hình cầu hoàn chỉnh hoặc một phần trước hình cầu với phần sau hình nón hội tụ. Khí động học của một hình cầu hoặc mặt cắt hình cầu dễ dàng phân tích một cách mô hình hóa bằng cách sử dụng lý thuyết va chạm Newton. Tương tự, thông lượng nhiệt của mặt cắt hình cầu có thể được mô hình hóa chính xác bằng phương trình Fay-Riddell. Độ ổn định tĩnh của mặt cắt hình cầu được đảm bảo nếu trọng tâm của phương tiện bay ngược dòng so với tâm cong (ổn định động là vấn đề khó khăn hơn). Quả cầu thuần túy không có lực nâng. Tuy nhiên, bằng cách bay ở một góc tấn, một phần hình cầu sẽ có lực nâng khí động học khiêm tốn, mang đến một số khả năng xuyên qua và mở rộng hành lang thâm nhập khí quyển (entry corridor) của nó. Vào cuối những năm 1950 và đầu những năm 1960, máy tính tốc độ cao vẫn chưa ra đời và động lực học chất lỏng tính toán vẫn còn sơ khai. Bởi vì dạng mặt cắt cầu có thể phù hợp để phân tích dạng đóng, thiết kế hình dạng này đã trở thành mặc định cho thiết kế phương tiện thâm nhập khí quyển thời kỳ đầu. Các khoang tàu vũ trụ hồi quyển chở phi hành gia của thời kỳ này cũng dựa trên thiết kế hình cầu.
Dạng cầu thuần túy đã được sử dụng trong các thiết kế tàu vũ trụ đầu tiên của Liên Xô như Vostok và Voskhod và trong các tàu thăm dò hạ cánh lên sao Hỏa và sao Kim. Module chỉ huy của tàu Apollo sử dụng thiết kế mặt cầu trên tấm chắn nhiệt với phần thân sau dạng nón hội tụ. Nó thâm nhập khí quyển trái đất ở tốc độ siêu vượt âm với góc tấn −27° để đạt được tỉ lệ lực nâng/lực cản là 0,368. Tổng lực nâng cho phép thay đổi phạm vi của tàu vũ trụ nhờ điều chỉnh di dời trọng tâm của module Apollo khỏi trục đối xứng, cho phép lực nâng có thể được hướng sang trái hoặc phải bằng cách xoay tàu theo trục dọc. Một ví dụ khác của việc thiết kế theo dạng cầu là ở trên các module hạ cánh Soyuz/Zond, Gemini, và Mercury. Lực nâng tác động lên tàu trên quỹ đạo dù nhỏ nhưng có tác động đáng kể lên trọng lực tối đa tác động lên tàu, giảm từ 8–9 g đối với quỹ đạo đạn đạo thuần túy (giảm tốc chỉ nhờ lực cản) đến 4–5 g, ngoài ra cũng giảm đáng kể nhiệt lượng tối đa khi thâm nhập khí quyển.

### Mặt cầu-côn
Dạng mặt cầu-côn là dạng mặt cắt hình cầu kết hợp với hình nón cụt hay nón tù. Tính ổn định động của mặt cắt hình nón-cầu thường tốt hơn của mặt cắt hình cầu. Phương tiện bay đi vào khí quyển với mặt trước là mặt cầu. Với một nửa góc đủ nhỏ và tâm khối lượng được đặt hợp lý, hình nón cầu có khả năng ổn định khí động học từ khi thâm nhập khí quyển đến khi chạm đến bề mặt. (Nửa góc là góc giữa trục đối xứng quay của hình nón và mặt ngoài của nó, và do đó một nửa góc tạo bởi các cạnh bề mặt của hình nón).

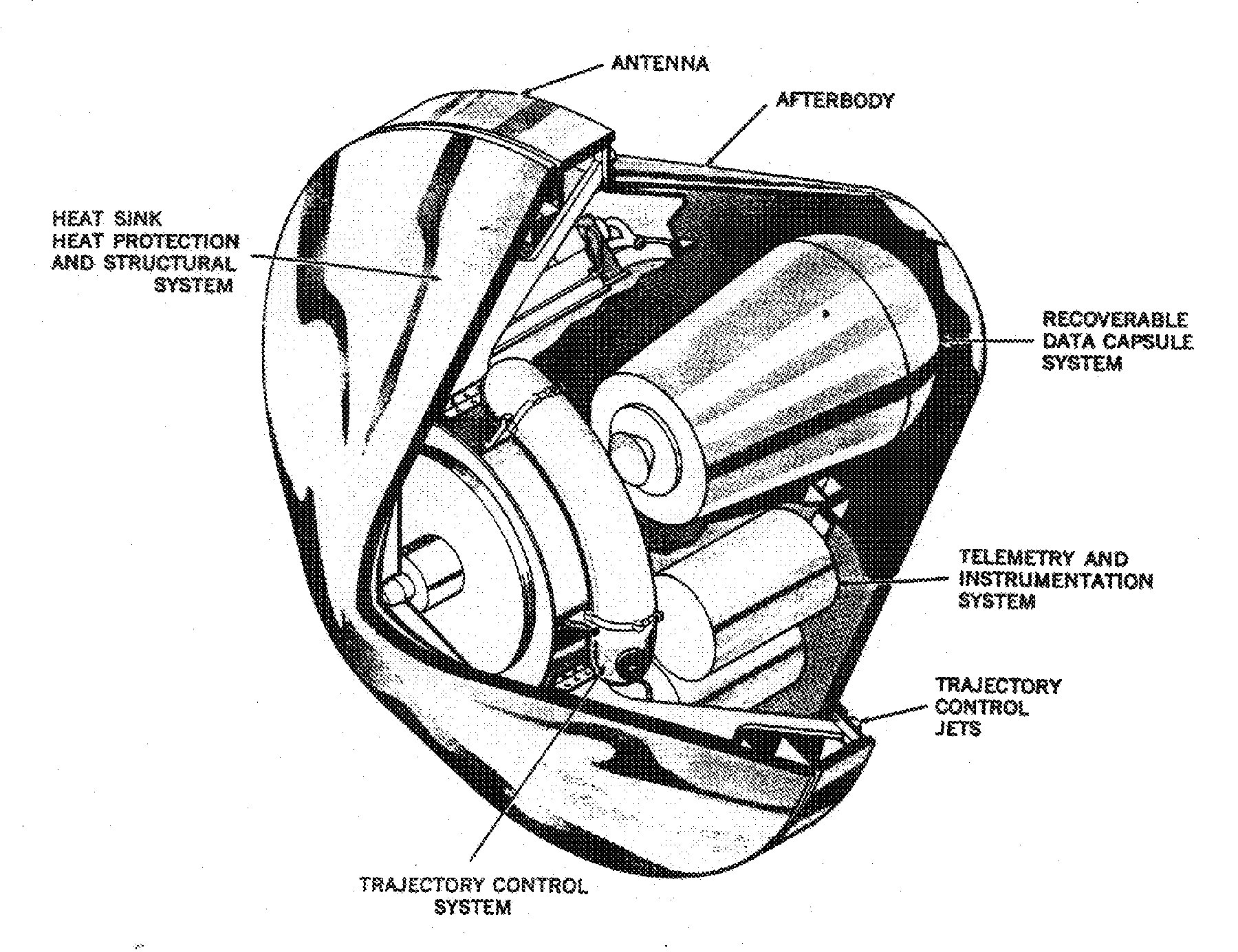
Phiên bản khoang đầu đạn hồi quyển Mk-2, thiết kế theo dạng thân tù.

Vỏ khí động đầu tiên của Mỹ áp dụng dạng mặt cầu là Mk-2 RV (Khoang đầu đạn hồi quyển), được phát triển vào năm 1955 bởi General Electric Corp. Thiết kế của Mk-2 bắt nguồn từ lý thuyết thân cùn và sử dụng hệ thống cách nhiệt làm mát bằng bức xạ (thermal protection system-TPS), dựa trên một tấm cách nhiệt kim loại (các loại TPS khác nhau được mô tả sau trong bài viết này). Mk-2 có những khiếm khuyết đáng kể, nó bay quá lâu trong tầng khí quyển do hệ số đạn đạo thấp hơn và cũng kéo theo một luồng kim loại bốc hơi khiến radar rất dễ nhìn thấy. Những khiếm khuyết này khiến Mk-2 quá nhạy cảm với các hệ thống chống tên lửa đạn đạo (ABM). Do đó, một khoang chứa đầu đạn hình nón-cầu thay thế cho Mk-2 đã được General Electric phát triển.

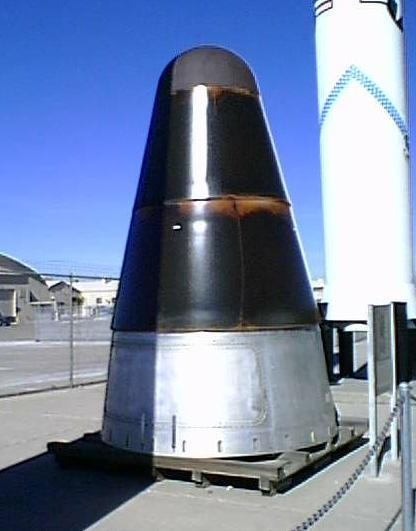
Khoang chứa đầu đạn hồi quyển Mk-6, phát triển từ thời chiến tranh Lạnh và là thiết kế khởi nguồn của phần lớn các thiết kế khoang hồi quyển trên các tên lửa ICBM hiện nay của Mỹ

Khoang chứa đầu đạn mới có tên là Mk-6 sử dụng vỏ cách nhiệt TPS mài mòn phi kim loại bằng phenol nylon. Vỏ cách nhiệt mới rất hiệu quả trong việc cách nhiệt trong khi hồi quyển và từ đó người ta có thể thiết kế giảm độ tù của khoang. Tuy nhiên, Mk-6 là một khoang chứa đầu đạn có kích thước lớn, với khối lượng khi hồi quyển là 3.360 kg, chiều dài 3,1 m và có bán góc là 12,5°. Các nâng cấp tiếp theo của vũ khí hạt nhân và thiết kế hệ thống cách nhiệt TPS đã cho phép giảm kích thước các khoang đầu đạn hồi quyển và giảm độ tù của khoang so với khoang Mk-6. Kể từ những năm 1960s, thiết kế dạng côn-cầu đã trở thành thiết kế phổ biến trên các ICBM nhiều đầu đạn hiện đại, với bán góc thông thường là từ 10° đến 11°.

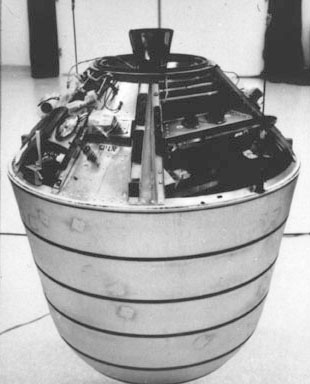
Khoang thu hồi của vệ tinh gián điệp "Discoverer"

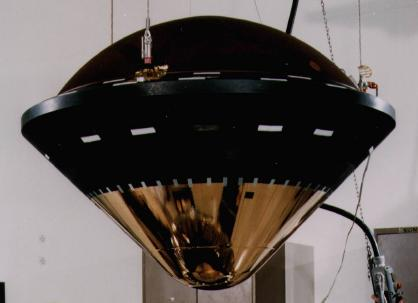
Vệ tinh Galileo sau khi được lắp ráp

Các khoang thu hồi của vệ tinh trinh sát cũng được thiết kế với dạng cầu-côn và được Mỹ áp dụng lần đầu tiên trên Discoverer-I phóng lên quỹ đạo ngày 28/2/1959. Dạng thiết kế côn-cầu sau này cũng được sử dụng trên các sứ mệnh thám hiểm các hành tinh khác hoặc trên các tàu trở lại bầu khí quyển từ không gian vũ trụ ví dụ như vệ tinh Stardust. Không giống như các phương tiện hồi quyển dùng trong quân sự, ưu điểm của một hệ thống chắn nhiệt TPS nhẹ hơn trong một thiết kế thân tù vẫn còn được áp dụng trên các tàu thám hiểm như vệ tinh Galileo với bán góc là 45° hoặc với vỏ chắn nhiệt của tàu Viking với bán góc là 70°. Những tàu thám hiểm với thiết kế vỏ chắn nhiệt dạng côn-cầu đã hạ cánh xuống hoặc thâm nhập bầu khí quyển của các hành tinh như sao Hỏa, sao Kim, sao Mộc và mặt trăng Titan của sao Thổ.

### Mặt côn kép

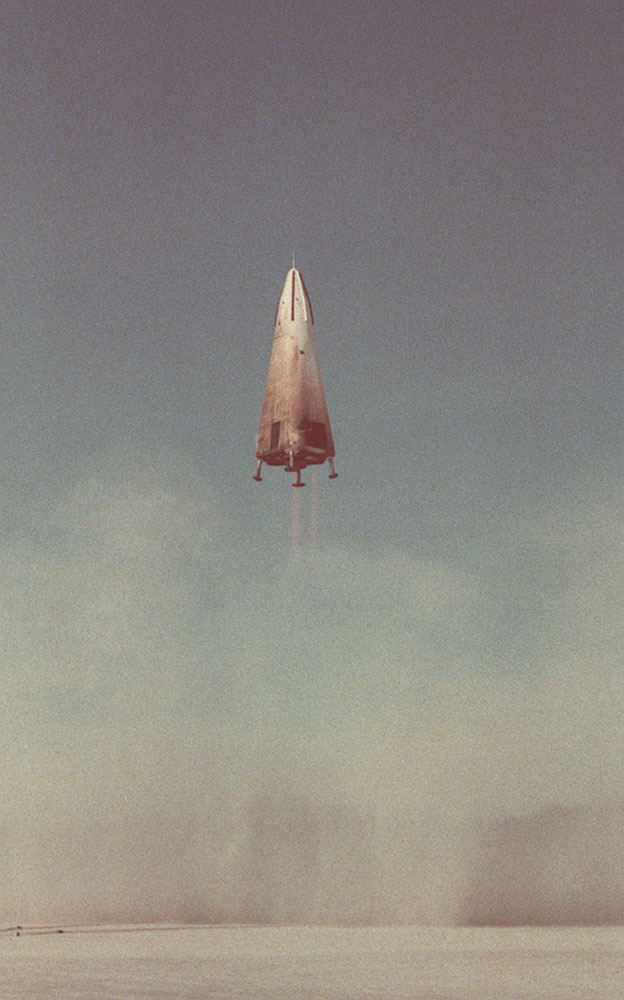
DC-X, trong chuyến bay thử lần đầu tiên. Nó là nguyên mẫu cho phương tiện bay một tầng lên quỹ đạo, và áp dụng cấu hình nón kép giống AMaRV.

Là dạng mặt côn-cầu bổ sung thêm một nón cụt. Thiết kế này cải thiện đáng kể tỉ lệ lực nâng/lực cản L/D. Thiết kế này được áp dụng trên các tàu thám hiểm sao Hỏa với tỉ lệ L/D xấp xỉ 1 so với tỉ lệ L/D=0,368 đối với khoang hồi quyển Apollo. Tỉ lệ L/D lớn hơn, thì việc áp dụng thiết kế côn kép sẽ tốt hơn nhất là nó phù hợp cho việc đổ bộ lên sao Hỏa vì độ giảm tốc cực đại thấp hơn. Có thể cho rằng, phương tiện bay hồi quyển đáng chú ý nhất là Khoang hồi quyển cơ động tiên tiến (AMaRV). Bốn phương tiện hồi quyển AMaRVs đã được chế tạo bởi McDonnell Douglas Corp. và thể hiện một bước nhảy vọt đáng kể về độ tinh vi trong thiết kế phương tiện hồi quyển. Ba AMaRV được phóng bằng tên lửa đạn đạo Minuteman-1 ICBMs vào ngày 20/12/1979, và 8/10/1981. AMaRV có khối lượng khi hồi quyển khoảng 470 kg, bán kính mũi 2,34 cm, bán góc của mặt côn trước 10,4°, bán kính đáy cụt là 14,6 cm, bán góc sau của mặt côn sau 6°, và chiều dài trục là 2,079 mét. Không có tài liệu nào cung cấp hình ảnh chính xác hoặc sơ đồ của AMaRV. Tuy nhiên, một bản phác thảo sơ đồ của một phương tiện hồi quyển giống với AMaRV cùng với các biểu đồ quỹ đạo đã được công bố.
Tư thế bay của AMaRV được điều khiển thông qua cánh tà với hai cánh tà sau gắn trên các mặt của AMaRV. Các cánh tà này được điều khiển bằng thủy lực. AMaRV được dẫn đường tự động bằng hệ thống dẫn đường quán tính thiết kế để lẩn tránh hệ thống phòng thủ tên lửa đạn đạo. Mẫu thiết kế McDonnell Douglas DC-X (cũng sử dụng cấu hính nón kép) về cơ bản là một phiên bản thu nhỏ của AMaRV. AMaRV và DC-X cũng là cơ sở cho một thiết kế không thành công mà về sau được biết đến là Lockheed Martin X-33.

### Dạng bất đối xứng
Dạng bất đối xứng được áp dụng cho các phương tiện thâm nhập khí quyển không người lái. Một ví dụ là trên các phương tiện bay có cánh trên quỹ đạo, sử dụng cánh delta để cơ động trong suốt quá trình hạ cánh như một tàu lượn quy ước. Đây là cấu hình sử dụng trên tàu con thoi của Mỹ và tàu Buran của Liên Xô. Thân tạo lực nâng là một dạng khác của phương tiện thâm nhập khí quyển và được áp dụng trên X-23 PRIME.

## Nhiệt lượng trong quá trình hồi quyển

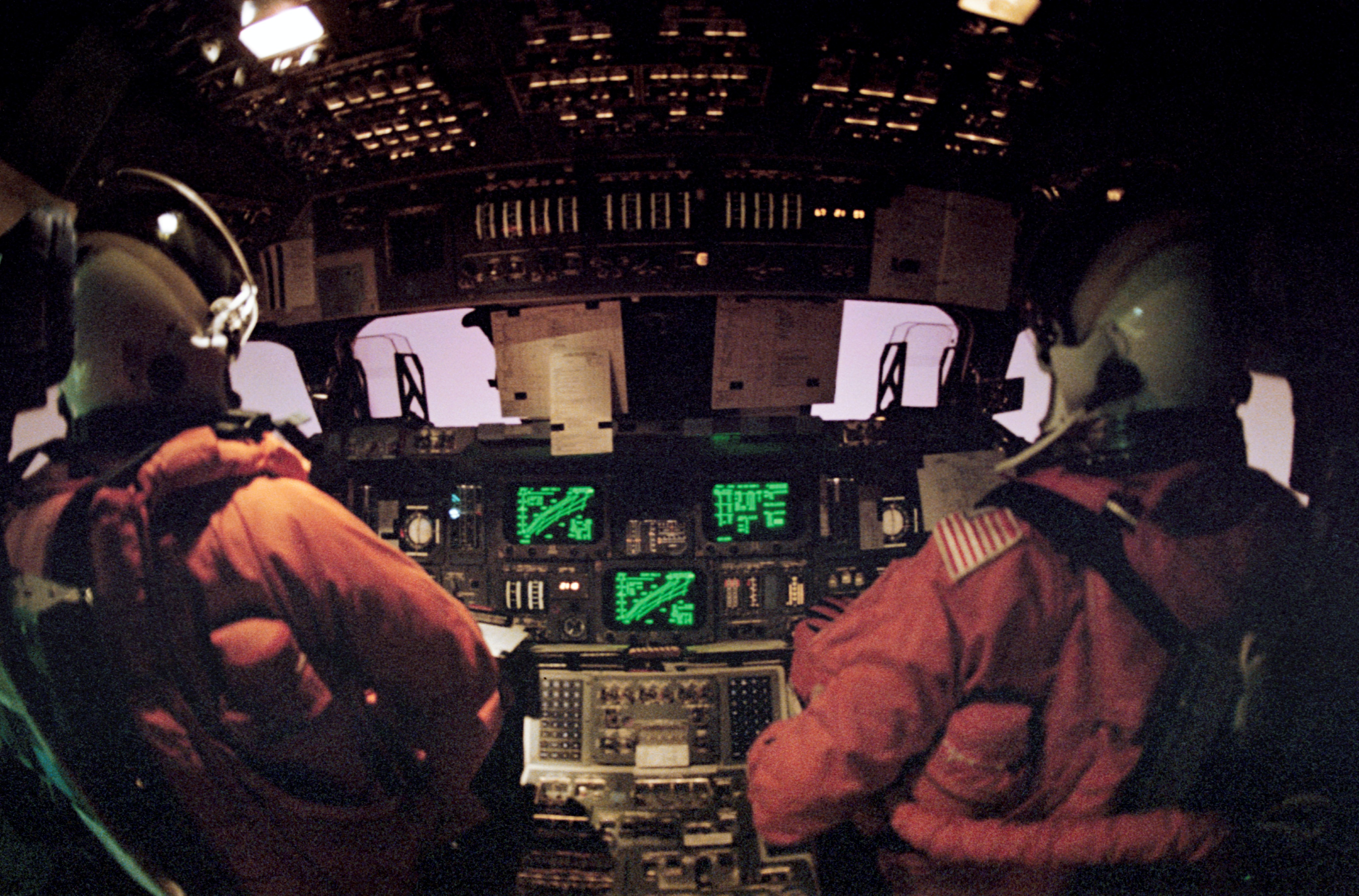
Quang cảnh bên trong khoang lái của tàu con thoi khi đang quay lại bầu khí quyển trong sứ mệnh STS-42. Do không khí bị nén và ma sát với thân tàu, các phân tử khí tạo ra quầng plasma ở nhiệt độ cao có quang phổ màu đỏ-cam.

Các vật thể không gian khi thâm nhập bầu khí quyển ở tốc độ cao sẽ dẫn đến chịu một lượng nhiệt lớn. Lượng nhiệt khi hồi quyển chủ yếu đến từ hai nguồn sau:
- Nhiệt do đối lưu, chia làm 2 loại:
  - khí nóng trượt qua bề mặt thân tàu và
  - phản ứng xúc tác kết hợp hóa học giữa bề mặt vật thể và lớp khí xung quanh.
- Nhiệt do bức xạ, từ sóng xung kích hình thành ở trước và cạnh vật thể thâm nhập khí quyển khi vật thể di chuyển siêu vượt âm.

Khi vận tốc tàu tăng lên, cả hai loại nhiệt này đều tăng lên. Ở một tốc độ rất lớn, nhiệt do bức xạ sẽ nhanh chóng chiếm ưu thế hơn nhiệt do đối lưu, vì nhiệt do đối lưu tỷ lệ với lập phương vận tốc, trong khi nhiệt do bức xạ tỷ lệ với lũy thừa mũ tám của vận tốc. Sự gia nhiệt do bức xạ phụ thuộc vào bước sóng dài— do đó chiếm ưu thế giai đoạn đầu trong quá trình xâm nhập khí quyển trong khi sự gia tăng nhiệt do đối lưu chiếm ưu thế trong giai đoạn sau.

## Hệ thống bảo vệ nhiệt
Hệ thống bảo vệ nhiệt giúp bảo vệ tàu vũ trụ khi nhiệt lượng tăng cao do ma sát với khí quyển trong quá trình thâm nhập bầu khí quyển. Hệ thống này cũng giúp bảo vệ tàu khỏi môi trường nhiệt độ ngoài không gian. Có nhiều cách để bảo vệ nhiệt cho tàu vũ trụ như sử dụng các tấm vật liệu cách nhiệt, làm mát thụ động/chủ động bề mặt tàu vũ trụ

### Tấm cách nhiệt mài mòn

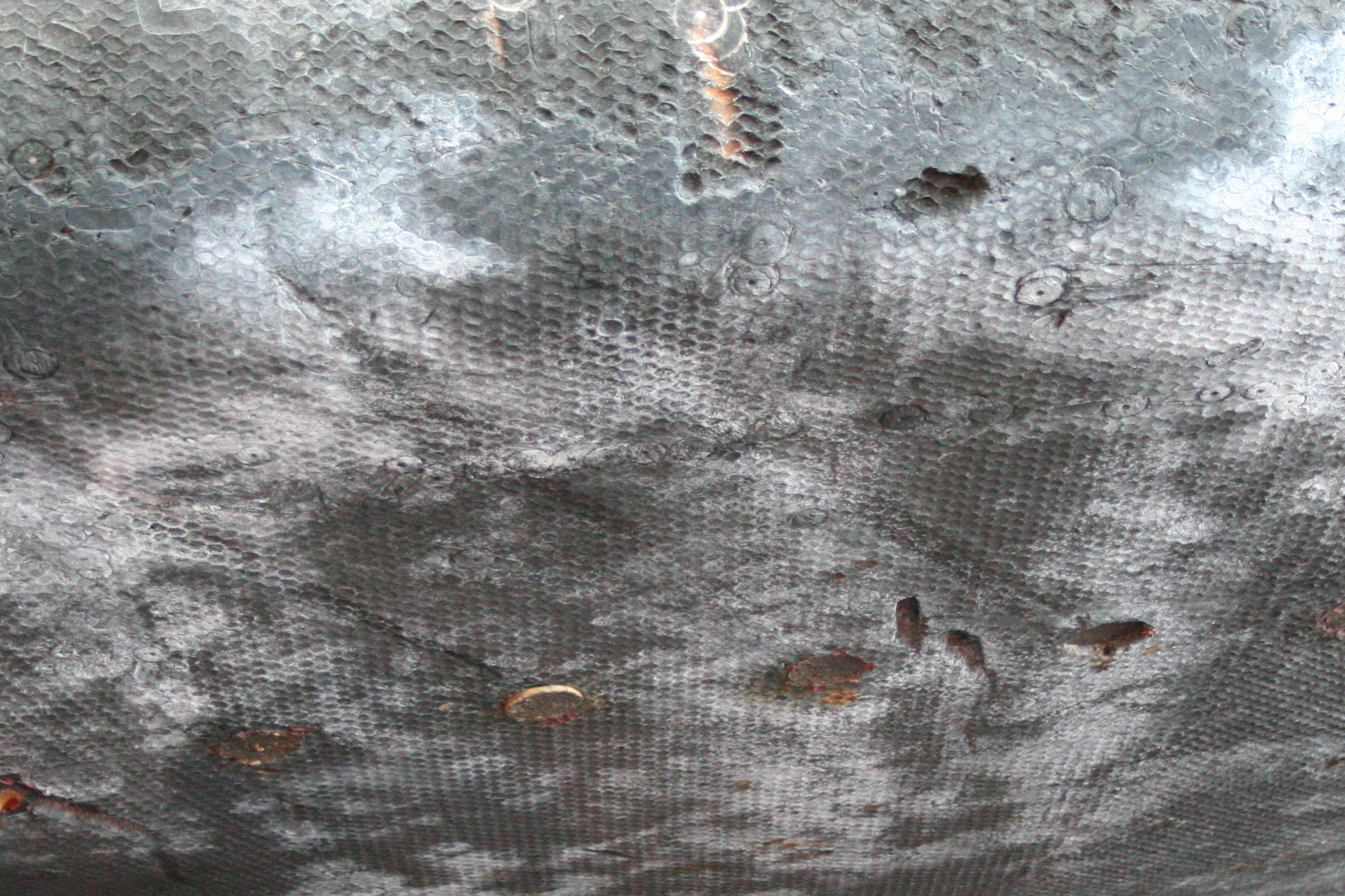
Tấm chắn nhiệt bị bào mòn sau khi tàu Apollo 12 hạ cánh.

Nguyên lý của tấm cách nhiệt tự bào mòn là tách lớp khí ở nhiệt độ cao ra khỏi lớp chắn nhiệt bên ngoài (tạo ra một lớp biên ở nhiệt độ thấp hơn). Lớp biên được hình thành từ khí sản phẩm của phản ứng nhiệt phân từ vật liệu tấm chắn cách nhiệt bên ngoài và bảo vệ chống lại tất cả các dạng thông lượng nhiệt. Quá trình chặn thông lượng nhiệt bằng việc tạo ra lớp biên này được gọi là sự tắc nghẽn. Trong đó lớp biên gây tắc nghẽn và cản trở dòng khí đối lưu và xúc tác. Cơ chế chặn thông lượng nhiệt bức xạ bằng hình thành lớp biên là cơ chế chính của vật liệu được sử dụng làm tấm chắn nhiệt của vệ tinh Galileo. Tấm chắn nhiệt của Galileo sử dụng vật liệu chế tạo là carbon phenolic. Đây cũng là vật liệu được sử dụng trong miệng xả của tên lửa đẩy phụ trợ nhiên liệu rắn của tàu con thoi, và sử dụng trong mũi khí động của các phương tiện hồi quyển.
Những nghiên cứu về lớp bảo vệ nhiệt được thực hiện tại trung tâm nghiên cứu Ames của NASA. Trung tâm Ames có nhiều đường hầm gió với khả năng tạo ra gió ở nhiều tốc độ khác nhau. Ban đầu việc thử nghiệm được tiến hành với mô hình tấm chắn nhiệt bào mòn được phân tích trong đường hầm gió siêu vượt âm. Các thử nghiệm về vật liệu mài mòn được thực hiện tại tổ hợp Ames Arc Jet. Đã có rất nhiều hệ thống bảo vệ nhiệt cho tàu vũ trụ được thử nghiệm tại đây bao gồm các tấm chắn nhiệt sử dụng trên tàu Apollo, tàu con thoi, và tàu Orion.

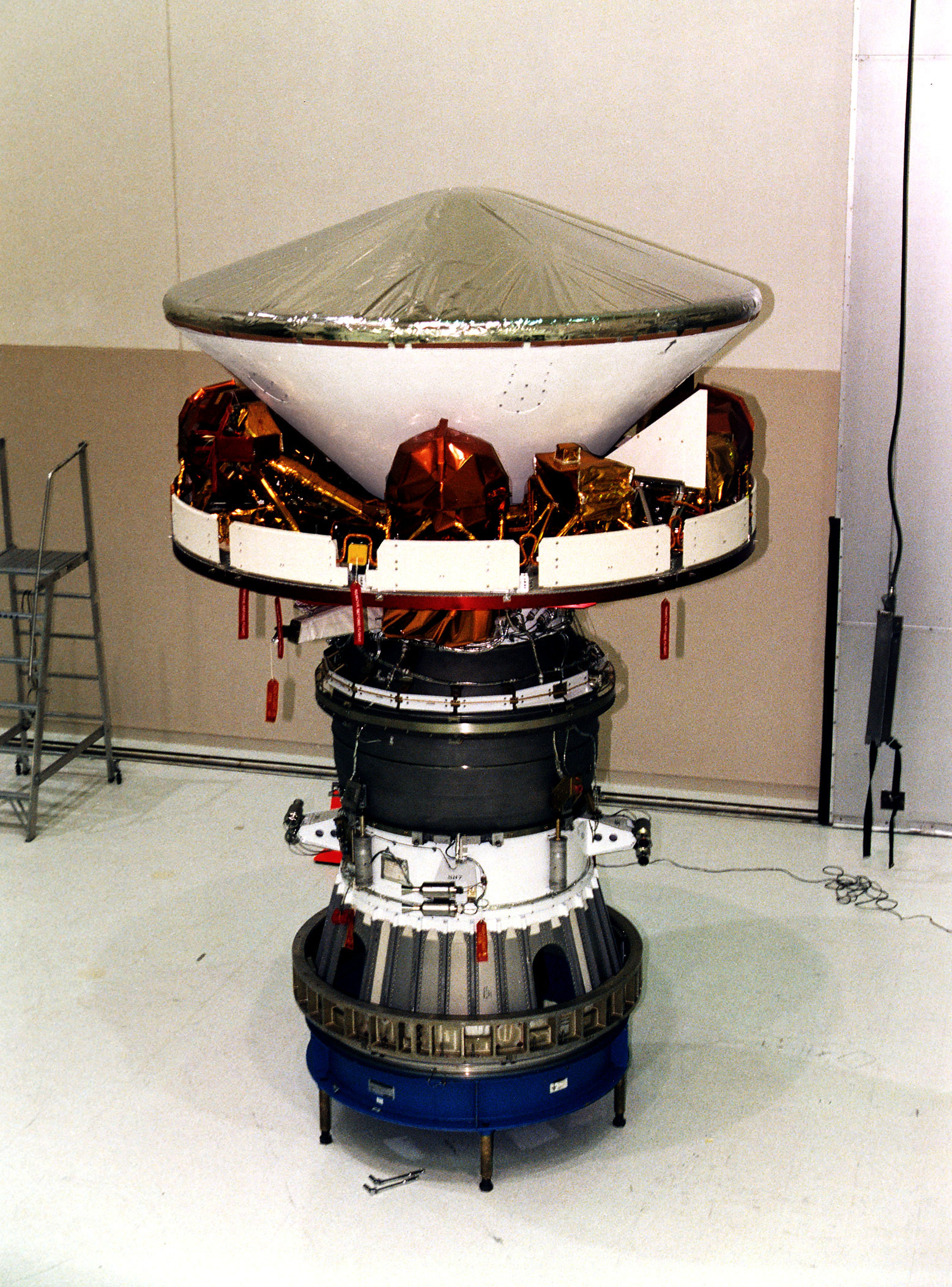
Mars Pathfinder đang hoàn thiện công đoạn lắp ráp cuối cùng, ở đây ta thấy vỏ chắn nhiệt của nó, cùng với động cơ nhiên liệu rắn

Độ dẫn nhiệt của một vật liệu TPS cụ thể thường tỷ lệ với mật độ của vật liệu. Cacbon phenolic là một vật liệu mài mòn rất hiệu quả, nhưng cũng có mật độ cao không mong muốn. Nếu thông lượng nhiệt gây ra bởi một phương tiện hồi quyển không đủ để gây ra nhiệt phân thì độ dẫn điện của vật liệu TPS có thể cho phép nhiệt lượng dẫn vào đường vật liệu liên kết TPS, do đó dẫn đến hỏng TPS. Do đó, đối với các quỹ đạo hồi quyển gây ra thông lượng nhiệt thấp hơn thì việc sử dụng vật liệu carbon phenolic đôi khi không phù hợp và người ta cần có vật liệu mài mòn khác nhẹ hơn

#### Tấm chắn nhiệt mài mòn siêu nhẹ
Chữ SLA trong SLA-561V  nghĩa là super light-weight ablator hay vật liệu mài mòn siêu nhẹ. SLA-561V là loại vật liệu mài mòn độc quyền của Lockheed Martin đã được sử dụng như là loại vật liệu mài mòn chủ yếu trên các loại phương tiện hồi quyển dạng côn-cầu với góc mũi là 70° trong các sứ mệnh thăm dò sao Hỏa của NASA, ngoại trừ Mars Science Laboratory (MSL). SLA-561V bắt đầu bị mài mòn đáng kể ở thông lượng xấp xỉ 110 W/cm², nhưng không chịu được thông lượng quá 300 W/cm². Lớp bảo vệ MSL hiện là thiết kế TPS có hiệu năng tốt nhất, nó có khả năng chịu được thông lượng nhiệt 234 W/cm². Thông lượng nhiệt cực đại mà Viking 1 chịu đựng khi hạ cánh trên sao Hỏa là 21 W/cm². Với Viking 1, lớp vỏ chắn nhiệt không phải chịu sự mài mòn đáng kể nào. Viking 1 là tàu đổ bộ đầu tiên hạ cánh xuống sao Hỏa và có thiết kế cổ điển. Vỏ khí cầu của tàu Viking có đường kính cơ bản là 3,54 mét (lớn nhất được sử dụng trên sao Hỏa cho đến Phòng thí nghiệm Khoa học Sao Hỏa).

#### Vật liệu mài mòn cabon thấm phenol

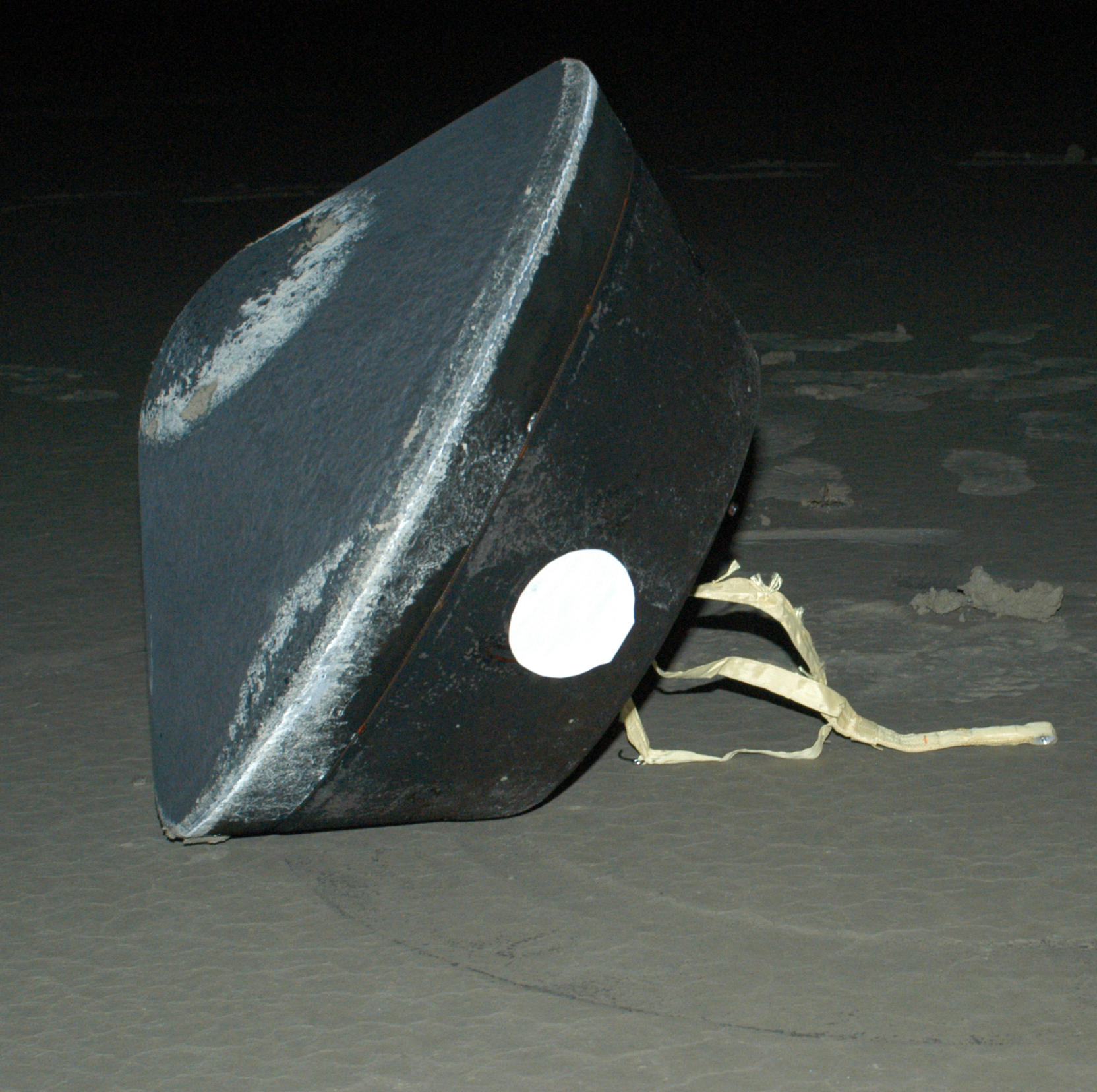
Thiết bị chứa mẫu từ tàu Stardust của NASA hạ cánh thành công xuống căn cứ Utah Range.

Phenolic-impregnated carbon ablator (PICA), là vật liệu làm từ sợi carbon được thấm phenol. Đây là loại vật liệu mới được sử dụng cho hệ thống cách nhiệt TPS và có mật độ nhỏ hơn nhiều so với carbon phenolic) cùng với khả năng mài mòn hiệu quả ở thông lượng nhiệt cao. Độ dẫn nhiệt của vật liệu PICA thấp hơn so với các vật liệu mài mòn thông lượng nhiệt cao thông thường khác như carbon phenol.
PICA được phát minh bởi trung tâm nghiên cứu Ames của NASA vào những năm 90 và là vật liệu cách nhiệt chính được sử dụng trên tàu Stardust. Tàu vũ trụ Stardust cùng với mẫu khi trở về bầu khí quyển Trái đất đã đạt vận tốc hồi quyển kỷ lục là (12,4 km/s (28.000 mph) ở độ cao 135 km). Đây là vận tốc cao hơn vận tốc hồi quyển của tàu Apollo và cao hơn 70% so với tốc độ của tàu con thoi. PICA đóng vai trò quan trọng giúp tàu Stardust hoàn thành nhiệm vụ khi trở về Trái đất vào năm 2006. Tấm chắn nhiệt của Stardust (đường kính cơ bản 0,81 m) được làm bằng một mảnh nguyên khối chịu được tốc độ gia nhiệt danh nghĩa tối đa là 1.2 kW/cm². Tấm chắn nhiệt sử dụng vật liệu PICA cũng được sử dụng trên phòng thí nghiệm khoa học sao Hỏa khi nó thâm nhập vào khí quyển sao Hỏa.

##### PICA-X
Một loại vật liệu cải tiến và dễ sản xuất hơn có tên PICA-X đã được SpaceX phát triển trong giai đoạn in 2006–2010 để sử dụng trên tàu Dragon. Tấm chắn nhiệt bằng PICA-X được sử dụng lần đầu tiên là trong sứ mệnh Dragon C1 ngày 8 tháng 11 năm 2010. Tấm chắn nhiệt PICA-X được thiết kế, phát triển và chứng nhận đầy đủ bởi một nhóm nhỏ gồm 12 kỹ sư và nhà khoa học trong vòng chưa đầy 4 năm. Tấm chắn nhiệt sử dụng PICA-X cũng rẻ hơn so với tấm chắn nhiệt PICA của NASA.

##### PICA-3
Phiên bản sau khi cải tiến PICA-3—được phát triển bởi SpaceX từ giữa những năm 2010s và được sử dụng lần đầu trên tàu Dragon có người lái trong sứ mệnh bay trình diễn vào tháng 4 năm 2019 và được đưa vào sử dụng trên các tàu vũ trụ Dragon kể từ năm 2020.

#### SIRCA

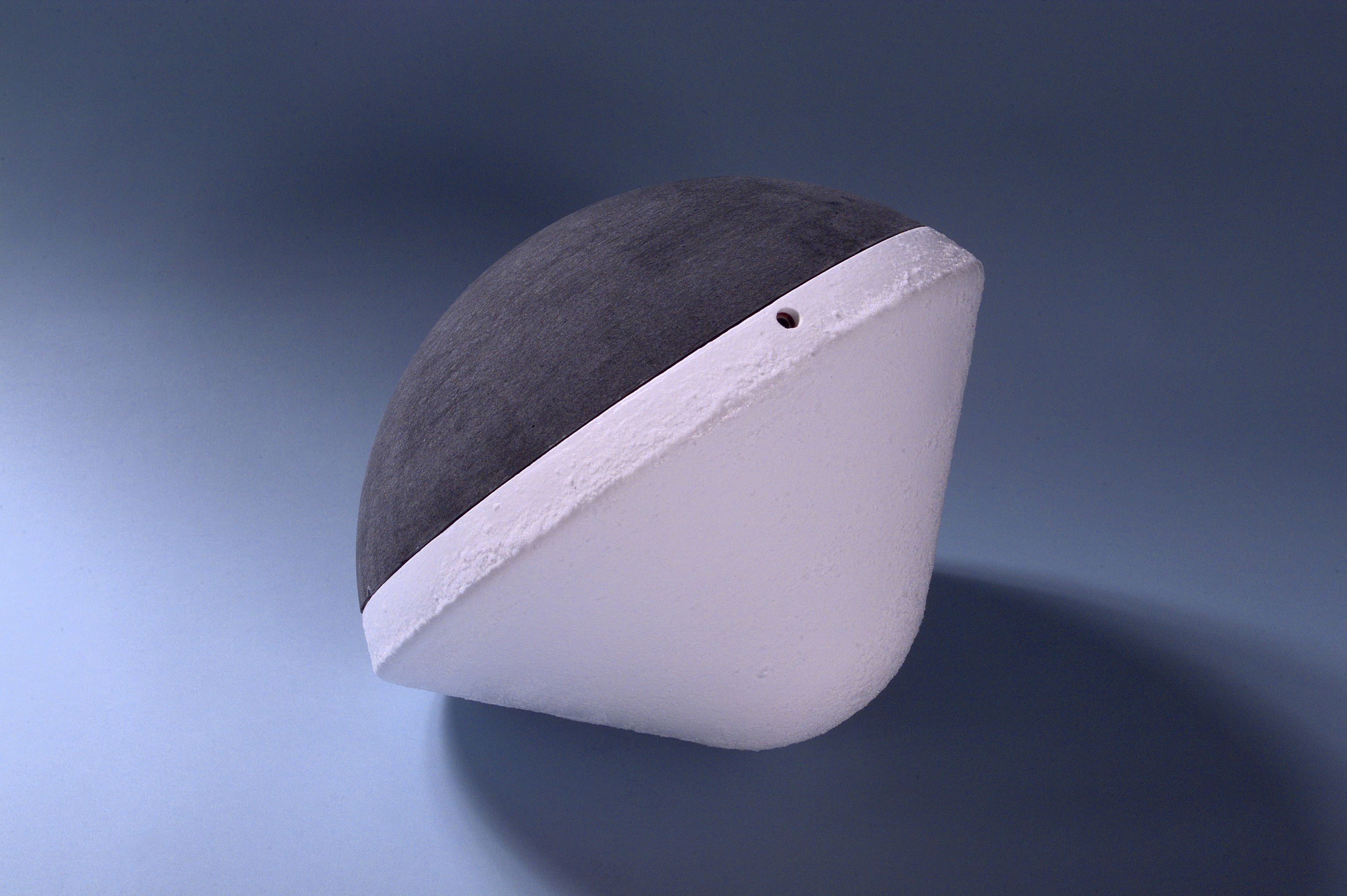
Vỏ aeroshell của Deep Space 2 là một thiết kế côn-cầu cổ điển với bán góc đỉnh là 45° phía sau được thiết kế dạng hình cầu giúp ổn định khí động học khi tàu hạ cánh từ bầu khí quyển xuống tới mặt đất.

Tấm mài mòn bằng sứ tái sử dụng thấm silicon (SIRCA) cũng được phát triển tại Trung tâm Nghiên cứu Ames của NASA. Nó được sử dụng trên Mars Pathfinder và xe tự hành Mars Exploration Rover. SIRCA cũng là vật liệu cách nhiệt sử dụng trên sứ mệnh tàu thăm dò sao Hỏa Deep Space 2 (không thành công) với tấm chắn nhiệt đường kính 0,35 m. Đây là vật liệu TPS duy nhất có thể được gia công thành các hình dạng tùy chỉnh và sau đó được lắp đặt trực tiếp vào tàu vũ trụ. Không cần xử lý sau, xử lý nhiệt hoặc phủ thêm (không giống như gạch cách nhiệt trên tàu con thoi). Nó có thể được ứng dụng làm gạch cách nhiệt, các phần cạnh, mũi chịu nhiệt.

#### AVCOAT
AVCOAT là tấm cách nhiệt mài mòn phát triển bởi NASA, là một hệ thống thủy tinh phủ epoxy-novolac. NASA đã sử dụng tấm chắn nhiệt này trên tàu Apollo vào những năm 60, và sau đó ở trên các thế hệ tàu vũ trụ tiếp theo như tàu Orion dự kiến đưa lên quỹ đạo vào cuối những năm 2010s.

### Gạch cách nhiệt

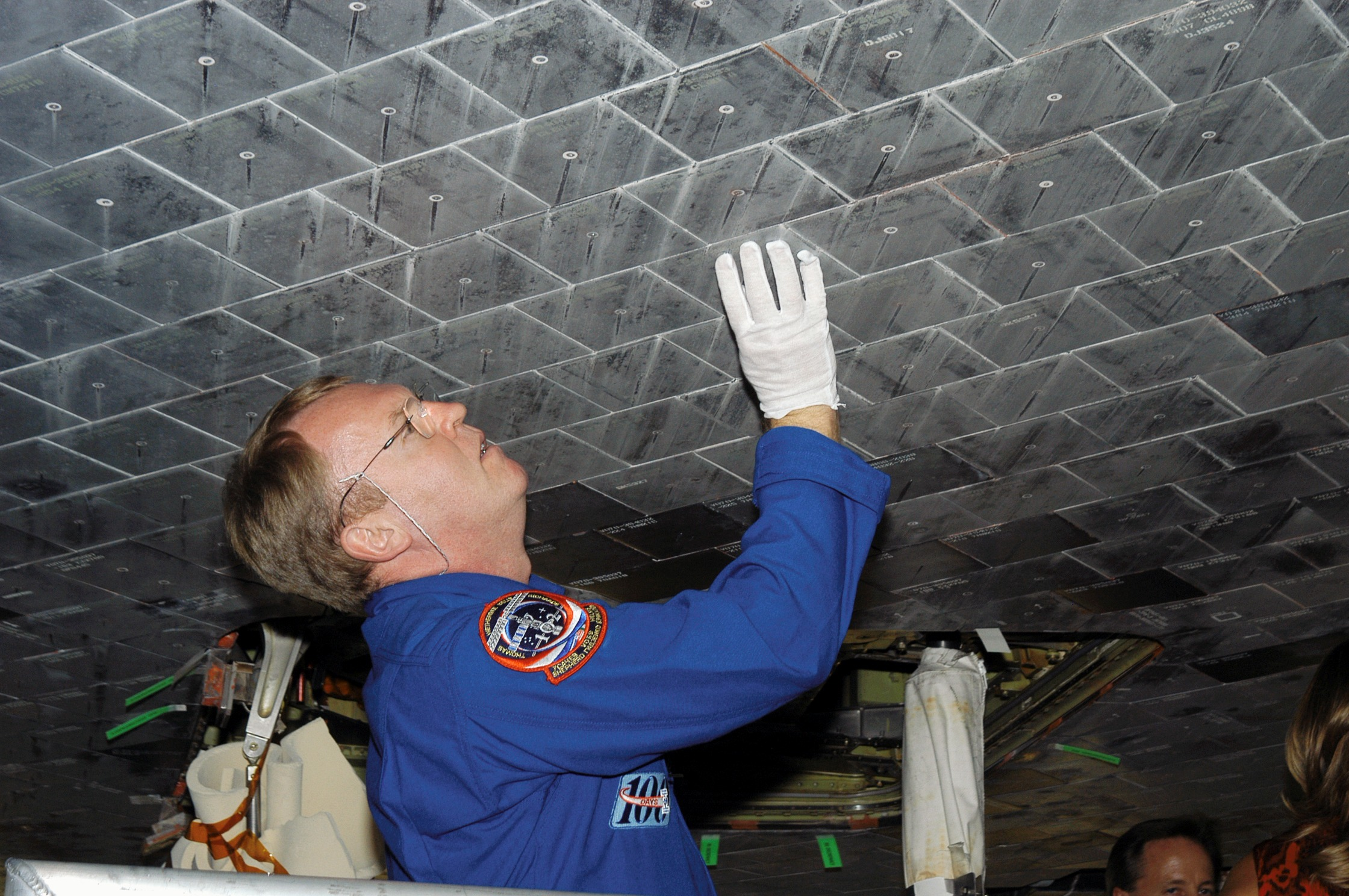
Phi hành gia Andrew S. W. Thomas đang quan sát các tấm gạch cách nhiệt của tàu con thoi Atlantis.

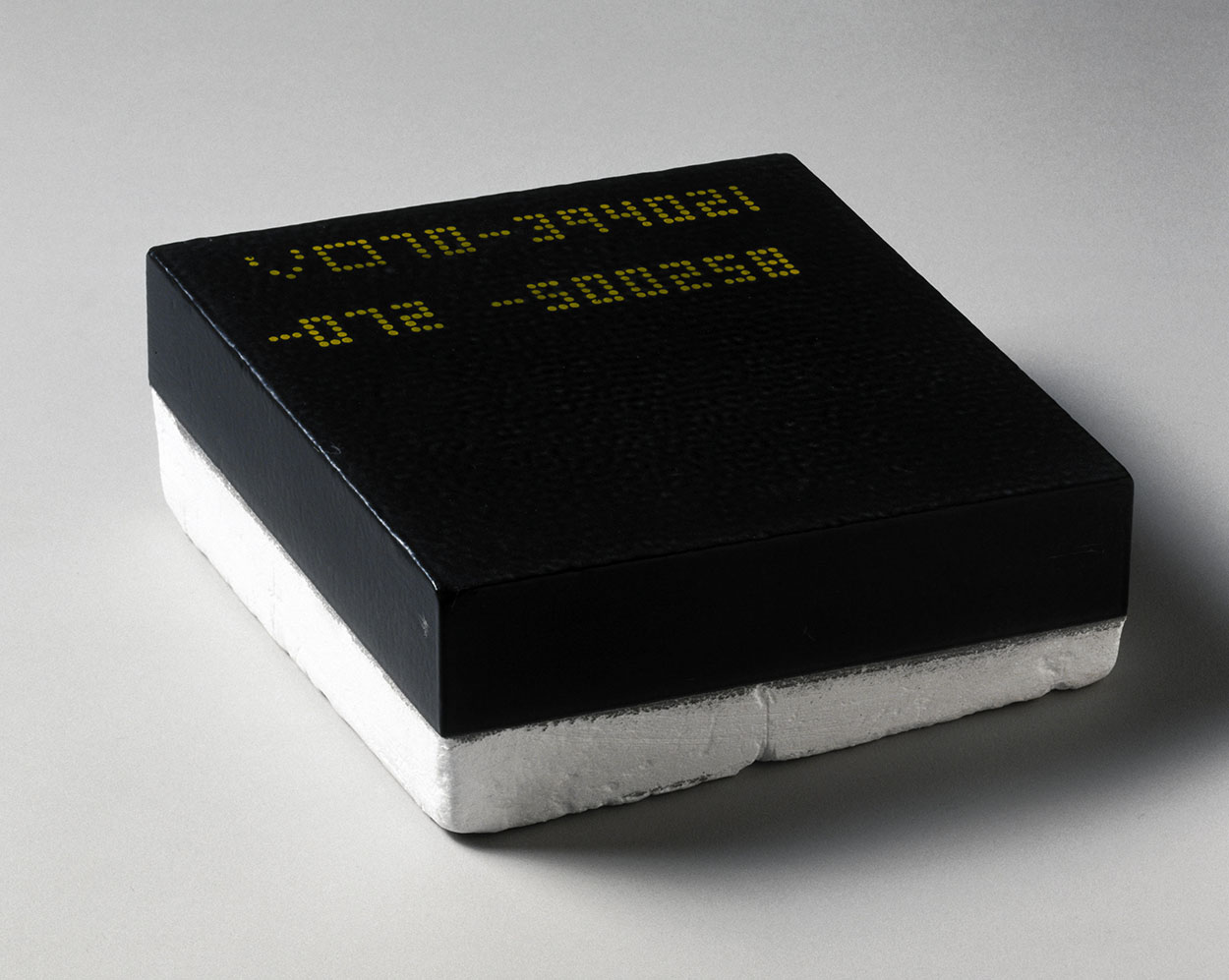
Một viên gạch sử dụng trên tàu con thoi làm bằng chất liệu LI-900.

Gạch cách nhiệt sử dụng trên hệ thống bảo vệ nhiệt TPS trên tàu con thoi làm bằng vật liệu LI-900 có một số đặc tính cách nhiệt đáng chú ý. Một viên gạch LI-900 được tiếp xúc trực tiếp với nhiệt độ 1.000 K ở một mặt thì ở mặt còn lại sẽ chỉ thấy ấm nếu chạm tay vào. Tuy nhiên chúng tương đối giòn, dễ vỡ và sẽ bị hỏng nếu trời mưa.

### Làm lạnh bị động
Ở một số loại phương tiện hồi quyển thời kỳ đầu, như khoang đầu đạn Mk-2 hoặc chương trình Mecury, hệ thống bảo vệ nhiệt vận hành bằng cách làm mát bằng bức xạ. Ban đầu hệ thống hấp thụ thông lượng nhiệt trong xung nhiệt rồi giải phóng ra môi trường bên ngoài dưới dạng bức xạ nhiệt.
Các hệ thống bảo vệ nhiệt dựa trên bức xạ sử dụng các lớp phủ có độ phát xạ cao (HEC) để tạo điều kiện làm mát bằng bức xạ, trong khi một lớp gốm xốp bên dưới dùng để bảo vệ cấu trúc khỏi nhiệt độ bề mặt cao. Giá trị phát xạ nhiệt cao duy trì ổn định cùng với độ dẫn nhiệt thấp là yếu tố then chốt của các hệ thống chắn nhiệt bằng bức xạ.
TPS làm mát bằng bức xạ vẫn còn được áp dụng trên một số phương tiện bay hồi quyển. Vật liệu được sử dụng là carbon gia cố bằng sợi carbon (RCC) thay cho kim loại. RCC là vật liệu TPS trên mũi và mép cánh của Tàu con thoi, và cũng được đề xuất làm vật liệu cách nhiệt sử dụng trên X-33. Nhược điểm của RCC là nó có giá thành sản xuất rất cao, nặng và thiếu khả năng chống va đập mạnh.
Các máy bay hoạt động ở vận tốc lớn như SR-71 Blackbird và Concorde, cũng chịu ma sát với khí quyển và tăng nhiệt, nhưng với cường độ thấp hơn nhiều và thời gian cũng lâu hơn. Các nghiên cứu cho thấy cấu trúc kim loại Titan của SR-71 khôi phục lại độ bền ban đầu thông qua quá trình ủ do bị gia nhiệt khí động học. Đối với máy bay Concorde, mũi nhôm của nó cho phép nhiệt độ hoạt động (là nhiệt độ tại đó các kết cấu cơ khí và các thiết bị điện tử vẫn hoạt động bình thường) tối đa là 127 °C (261 °F) (ấm hơn khoảng 180 °C (324 °F) so với không khí xung quanh thông thường.
TPS làm mát bằng bức xạ cho các phương tiện bay hồi quyển còn gọi là TPS kim loại nóng. Các thiết kế TPS ban đầu cho tàu con thoi dựa trên siêu hợp kim Niken (gọi là René 41) và lớp phủ titan. Thiết kế này sau đó bị bác bỏ do người ta tin rằng TPS dựa trên ngói silica sẽ có chi phí phát triển và chế tạo thấp hơn. TPS siêu hợp kim Niken cũng được đề xuất cho X-33 những cũng không được chấp nhận.

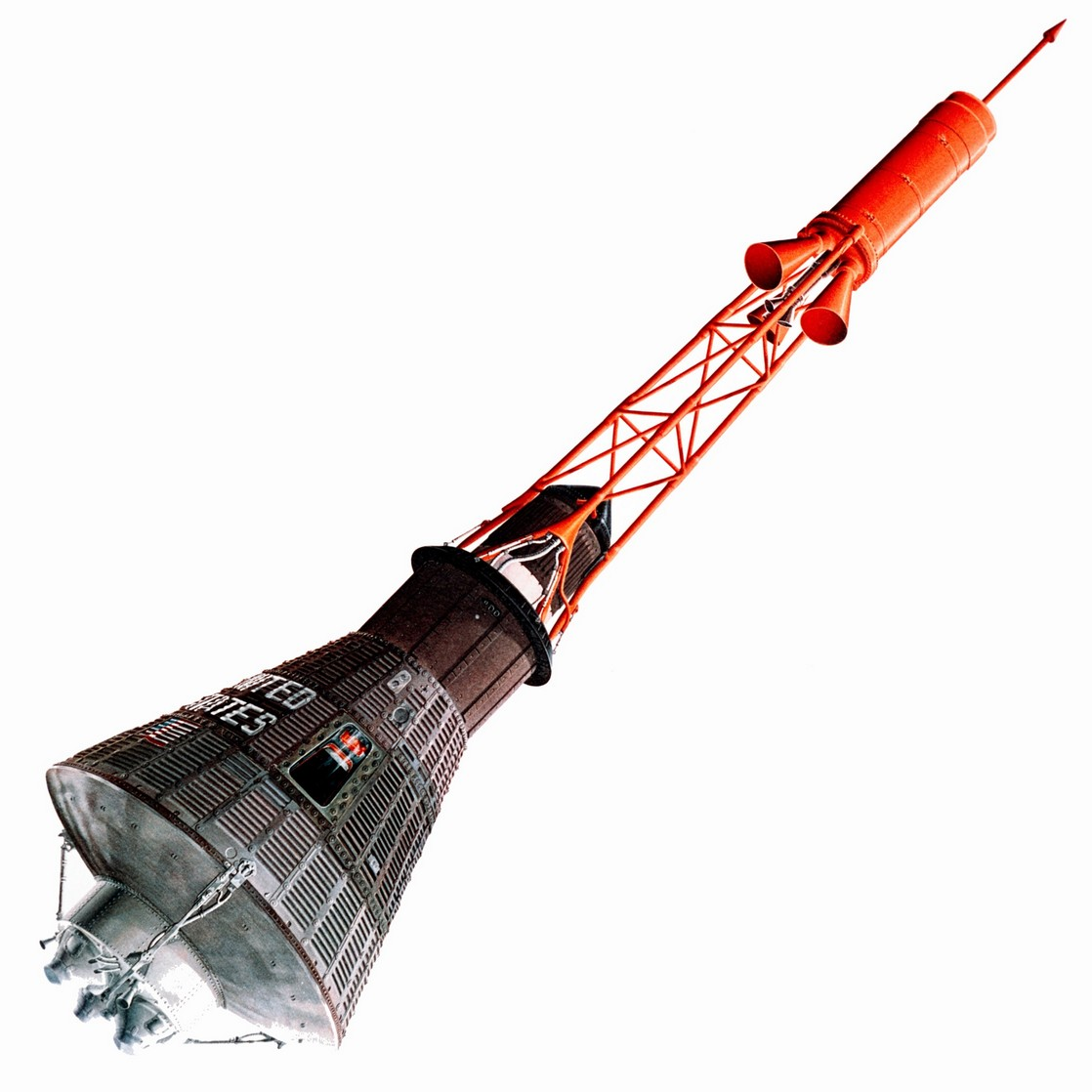
Thiết kế ban đầu của tàu Mercury (với tháp thoát hiểm) sử dụng cấu hình TPS bức xạ nhiệt, nhưng sau đó chuyển sang sử dụng cấu hình TPS mài mòn.

Gần đây hệ thống TPS làm mát bằng bức xạ bắt đầu sử dụng loại vật liệu mới có tên vật liệu gốm tổng hợp ma trận nhiệt độ siêu cao, dựa trên Zirconi điborua và Hafnium diboride. TPS sử dụng loại vật liệu này thể hiện tốt trong dải nhiệt độ từ 0 đến hơn 2.000 °C (3.630 °F), với điểm nóng chảy trên 3.500 °C (6.330 °F). Chúng bền hơn về mặt cấu trúc so với vật liệu RCC nên không yêu cầu gia cố cấu trúc bằng các vật liệu như Inconel. Nó cũng cực kỳ hiệu quả trong việc bức xạ lại nhiệt hấp thụ nên không cần bổ sung thêm lớp lót cách nhiệt bên trong.

### Làm lạnh chủ động
Ở trong hệ thống cách nhiệt này người ta sử dụng các tấm cách nhiệt làm từ hợp kim chịu nhiệt độ cao cùng với các chất làm lạnh lưu thông qua tấm chịu nhiệt.
Cấu hình hệ thống TPS này đã được đề xuất sử dụng trên Rockwell X-30 (NASP). NASP được thiết kế là một máy bay động cơ scramjet siêu vượt âm, nhưng chương trình phát triển đã bị hủy bỏ.
SpaceX hiện đang phát triển một lá chắn nhiệt được làm mát tích cực cho tàu vũ trụ Starship.
Vào đầu những năm 1960, các hệ thống TPS khác nhau được đề xuất sử dụng nước hoặc chất lỏng làm mát khác phun vào lớp xung kích, hoặc đi qua các kênh dẫn trong tấm chắn nhiệt. Nhờ đó chúng có thể được thiết kế hoàn toàn bằng kim loại, việc phát triển sẽ rẻ hơn, tấm chắn nhiệt sẽ bền hơn, nhưng cũng có nhược điểm là trọng lượng tăng lên, độ phức tạp tăng lên và độ tin cậy thấp.

## Vỏ chắn nhiệt dạng bơm hơi
Việc giảm tốc khi tiến vào khí quyển, đặc biệt đối với nhiệm vụ trở về từ sao Hỏa, hưởng lợi từ việc tối đa được "diện tích chịu cản của hệ thống xâm nhập khí quyển. Một vỏ khí động càng lớn thì tải trọng mang theo cũng sẽ càng lớn."

### Liên Xô
Một tấm chắn/phanh khí bơm hơi như vậy được thiết kế cho tàu xâm nhập khí quyển của sứ mệnh Sao Hỏa 96. Tuy nhiên sứ mệnh thất bại do sự cố, NPO Lavochkin và DASA/ESA đã hợp tác trong một sứ mệnh đưa tàu không gian lên quỹ đạo Trái đất. Công nghệ bơm hơi và đổ bộ (IRDT) được đưa lên quỹ đạo bằng tên lửa đẩy Soyuz-Fregat vào ngày 8 tháng 2 năm 2000. Tấm chắn nhiệt bơm hơi được thiết kế như một hình nón với hai giai đoạn bơm hơi. Mặc dù giai đoạn thứ hai của tấm chắn không thể bung ra, nhưng nó vẫn đi vào bầu khí quyển Trái đất và được thu hồi. Các sứ mệnh tiếp theo cũng thất bại khi phóng tàu lên quỹ đạo bằng tên lửa đẩy Volna.

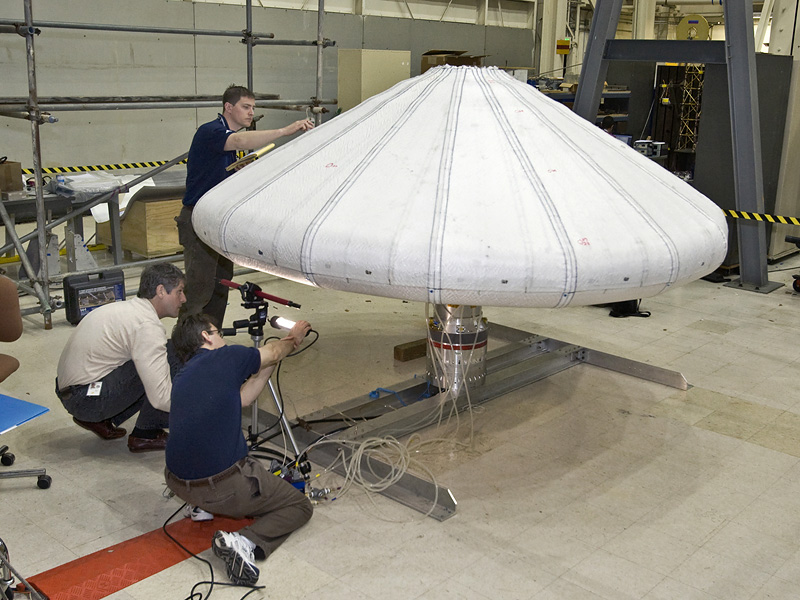
NASA đang tiến hành kiểm tra IRVE.

### NASA IRVE
NASA phóng tàu trang bị vỏ chắn nhiệt dạng bơm hơi thử nghiệm lên quỹ đạo vào 17/8/2009 sau chuyến bay thử thành công của Phương tiện hồi quyển bơm hơi thử nghiệm (Inflatable Re-entry Vehicle Experiment) (IRVE). Lá chắn nhiệt là một túi hút chân không có đường kích 38 cm và được phóng lên bằng tên lửa Black Brant 9 từ đảo Wallops, Virginia. "Khí Nitơ sẽ được bơm vào túi khí chắn nhiệt có đường kính 3 m, tạo thành từ nhiều lớp silicon phủ sợi Kevlar, tạo thành một  bóng hơi có hình nấm vài phút sau khi được phóng khỏi mặt đất" Tên lửa đạt độ cao tối đa là 131 dặm (211 km) trước khi rơi xuống với tốc độ siêu âm. Chưa đầy một phút sau, lá chắn đã được giải phóng và được bơm hơi ở độ cao 124 dặm (200 km). Quá trình bơm hơi diễn ra trong chưa đầy 90 giây.

### NASA HIAD
Sau các cuộc thử nghiệm thành công với IVRE, NASA đang phát triển một cấu hình mới hoài bão hơn tên là Hypersonic Inflatable Aerodynamic Decelerator (HIAD).

## Tham số cần thiết khi thiết kế phương tiện thâm nhập khí quyển
Có bốn tham số tới hạn được cân nhắc khi thiết kế một phương tiện đi vào khí quyển:
1. Thông lượng nhiệt tối đa
2. Tải nhiệt
3. Giảm tốc tối đa
4. Áp suất động cao nhất

Áp suất động và thông lượng nhiệt tối đa là yếu tố yêu cầu để có thể chọn vật liệu làm lá chắn nhiệt. Từ thông số tải nhiệt người ta có thể xác định độ dày của vật liệu TPS. Trong khi độ giảm tốc tối đa có tầm quan trọng lớn đối với các nhiệm vụ có người lái. Giới hạn tối đa cho việc quay trở lại Trái đất có người lái từ quỹ đạo Trái đất thấp (LEO) hoặc quay trở lại mặt trăng là 10g. Đối với việc đi vào khí quyển sao Hỏa sau một thời gian dài tiếp xúc với không trọng lực, giới hạn trên là 4g. Áp suất động tối đa cũng có thể ảnh hưởng đến việc lựa chọn vật liệu TPS ngoài cùng.
Các kỹ sư tính toán 2 trường hợp biên cho quỹ đạo, biên quỹ đạo này được giới hạn bởi hai đường trên và dưới. Đường biên quỹ đạo trên được xác định là góc vào khí quyển mà vận tốc đi vào thấp nhất cho phép trước khi tàu vũ trụ bị trượt khỏi khí quyển. Quỹ đạo bay này có tải nhiệt cao nhất và quyết định đến độ dày của lá chắn nhiệt TPS. Quỹ đạo dưới được xác định bởi quỹ đạo dốc nhất cho phép. Đối với các nhiệm vụ có người lái, góc vào dốc nhất bị giới hạn bởi sự giảm tốc tối đa. Quỹ đạo dưới cũng có thông lượng nhiệt đỉnh và áp suất động lực học cao nhất. Do đó, quỹ đạo phía dưới là cơ sở để chọn vật liệu làm lá chắn nhiệt. Một chất liệu chịu được thông lượng nhiệt cao cũng sẽ trở nên quá dẫn trong một thời gian tải nhiệt dài, trong khi một vật liệu có mật độ thấp cũng sẽ thiếu độ bền kéo nếu như chịu áp suất động quá lớn. Một vật liệu TPS có hiệu suất rất tốt ở một thông lượng nhiệt đỉnh nào đó nhưng hiệu suất này có thể giảm thê thảm cũng tại thông lượng nhiệt đỉnh này nếu như giới hạn áp suất tăng lên đáng kể (Điều này đã xảy ra trong thử nghiệm tàu vũ trụ R-4 của NASA). Các vật liệu TPS kiểu cũ thì thường đắt hơn và tốn nhiều nhân công chế tạo hơn nhưng chúng đã từng được kiểm chứng qua các chuyến bay vũ trụ nhiều hơn các vật liệu TPS mới rẻ hơn (Điều này cũng ảnh hưởng tới việc lựa chọn chất liệu TPS đối với một nhà thiết kế không muốn gặp rủi ro).
Dựa theo khám phá của Allen và Eggers, vỏ aeroshell được thiết kế cùn tối đa (lực cản tối đa) thì khối lượng TPS sẽ được giảm xuống tối thiểu. Độ cùn tối đa (hệ số đạn đạo tối thiểu) cũng mang lại vận tốc đầu cuối tối thiểu ở độ cao lớn nhất (rất quan trọng đối với Mars EDL, nhưng lại bất lợi đối với các đầu đạn hồi quyển quân sự). Tuy nhiên, có một giới hạn trên đối với độ cùn do tính ổn định khí động học phụ thuộc vào sự tách sóng xung kích. Một sóng xung kích sẽ vẫn gắn vào đầu của một hình nón nhọn nếu nửa góc của hình nón thấp hơn giá trị tới hạn. Đối với khí quyển nitơ (Trái đất hoặc Titan), giá trị nửa góc tối đa cho phép là khoảng 60°. Đối với khí quyển carbon dioxide (sao Hỏa hoặc sao Kim), nửa góc tối đa cho phép là khoảng 70°. Khi sóng xung kích bị tách ra, phương tiện thâm nhập khí quyển sẽ mang theo nhiều lớp khí xung kích xung quanh nắp vượt âm. Do đó tâm khí động học sẽ dịch chuyển về phía sau làm mất căn bằng khí động học.
Việc áp dụng thiết kế vỏ khí động của tàu thăm dò Huygens (vốn được thiết kế cho việc thâm nhập khí quyển Nitơ của vệ tinh Titan) lên tàu thăm dò Beagle 2 cho việc thăm nhập khí quyển sao Hỏa chứa Carbon Dioxide đã gặp thất bại. Trước khi bị hủy bỏ, chương trình hạ cánh lên sao Hỏa của Liên Xô đã thành công trong việc gửi một tàu thăm dò xuống bề mặt sao Hỏa (Mars 3), ở lần thứ 2 trong số 3 lần gửi tàu thăm dò lên sao Hỏa (2 lần khác tuy tàu đã chạm tới bề mặt sao Hỏa nhưng sứ mệnh vẫn thất bại là Mars 2 và Mars 6). Tàu hạ cánh của Liên Xô có thiết kế vỏ chắn nhiệt với bán góc là 60°.
Thiết kế vỏ chắn nhiệt dạng cầu với bán góc 45° thường được sử dụng cho các vệ tinh bay trong khí quyển (không đáp xuống bề mặt) dù cho với thiết kế này thì khối lượng của lá chắn nhiệt không được tiết giảm tối đa. Thiết kế này đã được sử dụng trên tàu đổ bộ sao Hỏa DS/2 và vệ tinh Pioneer thám hiểm sao Kim.

## Các tại nạn nổi tiếng trong các lần hồi quyển của tàu vũ trụ

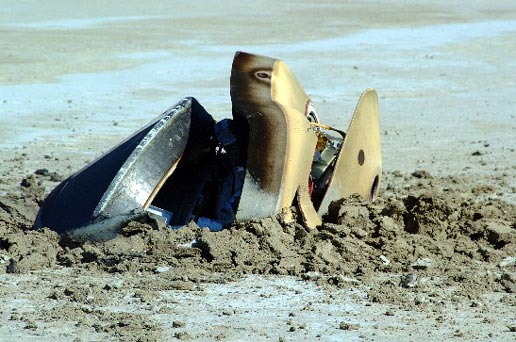
Tàu Genesis rơi vỡ tung trên mặt đất

1. Ma sát với không khí
2. Bay trong khí quyển
3. Trượt khỏi khí quyển do góc vào quá thấp
4. Trục vuông góc với điểm vào
5. Ma sát vượt quá 6,9° đến 90°
6. Góc vào nhỏ hơn 5,5°
7. Nổ do ma sát
8. Mặt phẳng tiếp tuyến với điểm vào khí quyển

Hành lang tiếp cận khí quyển

Không phải tất cả các lần quay trở lại khí quyển của tàu vũ trụ đều thành công, dưới đây là một số lần tàu hồi quyển không thành công dẫn đến thảm họa.
- Voskhod 2 – Mô-đun dịch vụ không thể tách rời trong một thời gian, nhưng phi hành đoàn vẫn sống sót..
- Soyuz 1 –  Hệ thống kiểm soát hướng bay đã bị hỏng trong khi vẫn còn trên quỹ đạo và sau đó dù bị rối trong quá trình hạ cánh khẩn cấp. Phi hành gia Vladimir Mikhailovich Komarov hi sinh.
- Soyuz 5 – Mô-đun dịch vụ không thể tách rời, nhưng phi hành đoàn vẫn sống sót..
- Soyuz 11 – Sau khi tách ba mô-đun, một van đã bị suy yếu do vụ nổ và tàu vũ trụ không thể hồi quyển. Cabin bị giảm áp làm cả ba thành viên phi hành đoàn hi sinh.
- Mars Polar Lander – Thất bại trong quá trình EDL. Thất bại này được cho là do lỗi phần mềm. Nguyên nhân chính xác chưa được xác định là do thiếu tính năng thu thập dữ liệu từ xa theo thời gian thực.
- Tàu con thoi Colombia
  - STS-1 – tổng hợp các lỗi như những tổn hại trong quá trình phóng tàu, lỗi trong lắp đặt các gạch cách nhiệt đã gây ra những thiệt hại đáng kể cho tàu con thoi. Nếu như phi hành đoàn biết được cụ thể những tổn hại trước khi cho tàu con thoi hồi quyển thì giải pháp sẽ là họ đưa tàu con thoi lên một độ cao an toàn và đợi cứu trợ. Tuy vậy quá trình hồi quyển diễn ra thành công và tàu con thoi đã hạ cánh bình thường.
  - STS-107 – Sự hỏng hóc trong tấm chắn nhiệt chất liệu RCC ở khu vực đầu cánh gây ra bởi các mảnh vỡ rơi ra trong quá trình phóng tàu con thoi dẫn đến việc tàu con thoi bị phát nổ trong quá trình quay trở lại bầu khí quyển Trái đất, giết chết tất cả bảy thành viên phi hành đoàn.

- Genesis – Không thể mở dù hãm do G-switch bị lắp ngược (lỗi tương tự đã xảy ra trên tàu thăm dò Galileo). Do đó tàu Genesis đã rơi xuống bề mặt sa mạc. Tải trọng mang theo đã bị phá hủy nhưng phần lớn các dữ liệu khoa học có thể được khôi phục.
- Soyuz TMA-11 – Module động cơ đẩy của tàu Soyuz không tách rời thành công, việc hồi quyển theo quỹ đạo đạn đạo đã khiến cho phi hành đoàn chị một gia tốc lên tới 8g (78 m/s2).[36] Phi hành đoàn sống sót.

## Vệ tinh rơi trở lại bầu khí quyển
Những vệ tinh hết nhiên liệu/hỏng sẽ rơi vào bầu khí quyển không kiểm soát. Ước tính trong số những vệ tinh rơi trở lại khí quyển này chỉ có từ 10–40% sẽ rơi xuống đến bề mặt Trái đất. Trung bình có một vệ tinh rơi mất kiểm soát vào bầu khí quyển mỗi ngày được thống kê.
Phần lớn các vệ tinh sẽ rơi xuống các Đại dương. Xác suất mà một vệ tinh rơi xuống trúng một người trong suốt quãng đời của người đó là khoảng 1/1 nghìn tỉ.
Vào ngày 24 tháng 1 năm 1978, vệ tinh trinh sát Kosmos 954 của Liên Xô (nặng 3.800 kilôgam [8.400 lb]) đã rơi xuống khu vực gần hồ Slave lớn thuộc vùng lãnh thổ Tây Bắc của Canada. Vệ tinh hoạt động bằng năng lượng hạt nhân và đã để lại các mảnh vỡ phóng xạ trong khu vực nó rơi.
Ngày 11/7/1979, trạm vũ trụ Skylab của Mỹ (nặng 77.100 kilôgam [170.000 lb]) rơi trở lại bầu khí quyển và vỡ thành các mảnh vỡ dọc theo vùng Outback hẻo lánh của Úc. Đây là một sự kiện truyền thông lớn phần lớn là do sự cố Kosmos 954, nhưng không được coi là một thảm họa tiềm tàng như vụ rơi vệ tinh Kosmos vì nó không mang sử dụng nhiên liệu hạt nhân hoặc nhiên liệu hydrazine độc hại. NASA ban đầu dự định sử dụng sứ mệnh Tàu con thoi để kéo dài tuổi thọ của nó hoặc ít nhất làm cho trạm vũ trụ hồi quyển có kiểm soát, nhưng sự chậm trễ trong chương trình Tàu con thoi, cộng với hoạt động năng lượng mặt trời cao bất ngờ, đã khiến điều này trở nên bất khả thi.
Vào ngày 7 tháng 2 năm 1991, trạm vũ trụ Salyut 7 của Liên Xô (19.820 kilôgam [43.700 lb]), ghép nối với module Kosmos 1686 (20.000 kilôgam [44.000 lb]), rơi vào bầu khí quyển, các mảnh vỡ của nó nằm rải rác ở thị trấn Capitán Bermúdez, Argentina. Trạm đã được đẩy lên quỹ đạo cao hơn vào tháng 8 năm 1986 để duy trì quỹ đạo của trạm cho đến năm 1994, nhưng trong một kịch bản tương tự như với trạm Skylab, chương trình tàu con thoi Buran đã bị hủy bỏ và hoạt động năng lượng mặt trời cao làm cho trạm rơi vào bầu khí quyển sớm hơn dự kiến.
Vào ngày 7 tháng 9 năm 2011, NASA đã thông báo về việc vệ tinh nghiên cứu khí quyển (Upper Atmosphere Research Satellite-UARS) (6.540 kg [14.420 lb]) sau khi hết hạn sử dụng sẽ rơi vào bầu khí quyển và lưu ý rằng có một rủi ro nhỏ đối với công chúng. Vệ tinh này đã rơi vào bầu khí quyển ngày 24 tháng 9 năm 2011 và một vài mảnh vỡ đã rơi xuống phía Nam Thái Bình Dương trong một khu vực dài 800 km.

### Hồi quyển có kiểm soát nhằm hủy tàu vũ trụ
Salyut 1, trạm không gian đầu tiên của loài người đã được chủ động cho rơi xuống Thái Bình Dương năm 1971 sau vụ tai nạn của tàu Soyuz 11. Salyut 6 cũng được điều khiển để rơi vào bầu khí quyển có kiểm soát như vậy.
Vào ngày 4 tháng 6 năm 2000, Đài quan sát Tia Gamma Compton đã được chủ động hạ thấp quỹ đạo sau khi một trong những con quay hồi chuyển của nó bị hỏng. Các mảnh vỡ đã rơi xuống Thái Bình Dương một cách vô hại. Đài quan sát vẫn hoạt động, nhưng sự cố của một con quay hồi chuyển khác sẽ khiến việc hạ thấp quỹ đạo khó khăn và nguy hiểm hơn nhiều.
Năm 2001, trạm vũ trụ Hòa Binh đã được chủ động điều khiển đưa về bầu khí quyển và vỡ thành nhiều mảnh trong quá trình hồi quyển. Trạm Mir bắt đầu rơi vào bầu khí quyển ngày 23/3/2001, gần Nadi, Fiji, và rơi xuống Thái Bình Dương.

Vào ngày 21 tháng 2 năm 2008, vệ tinh do thám USA-193 đã ngừng hoạt động của Hoa Kỳ đã bị tên lửa SM-3 từ tàu khu trục Lake Erie của Hải quân Mỹ bắn trúng ở độ cao 246 km, ngoài khơi Hawaii. Vệ tinh này được phóng lên quỹ đạo từ năm 2006 nhưng không đạt được quỹ đạo dự tính. Do quỹ đạo xấu đi nhanh chóng, nó đã được dự định cho việc hồi quyển không kiểm soát trong vòng một tháng. Bộ Quốc phòng Hoa Kỳ bày tỏ lo ngại rằng thùng nhiên liệu nặng 1.000 pound (450 kg) chứa hydrazine có độc tính cao có thể vẫn tồn tại sau khi vệ tinh quay trở lại Trái đất một cách nguyên vẹn. Một số chính phủ bao gồm Nga, Trung Quốc và Belarus phản đối hành động này như một chứng minh cho sự che giấu khả năng chống vệ tinh của Mỹ. Trung Quốc cũng đã tiến hành một vụ phóng tên lửa thử nghiệm tiêu diệt vệ tinh như vậy vào năm 2007.

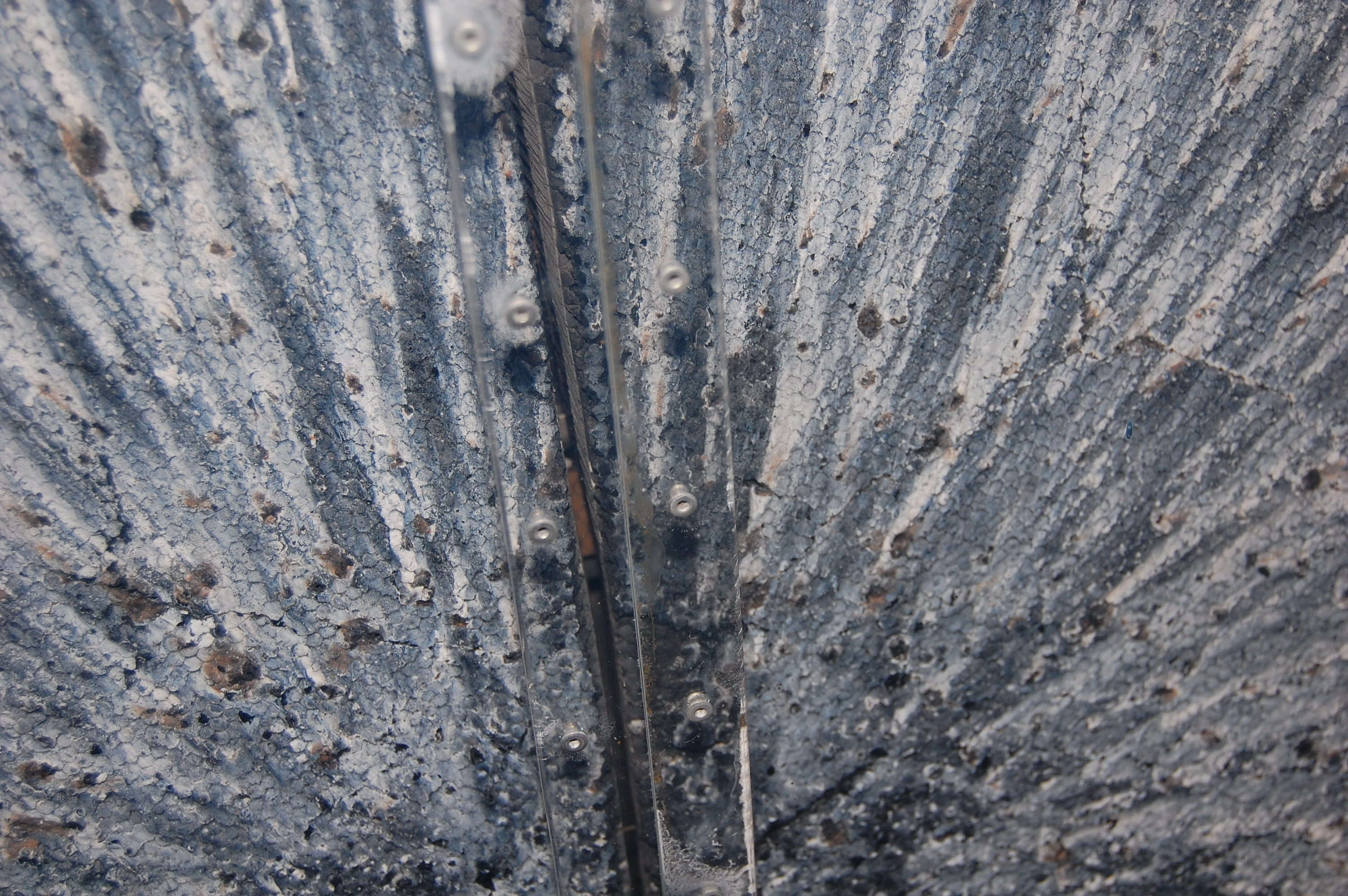
Lá chắn nhiệt của tàu Gemini 2.
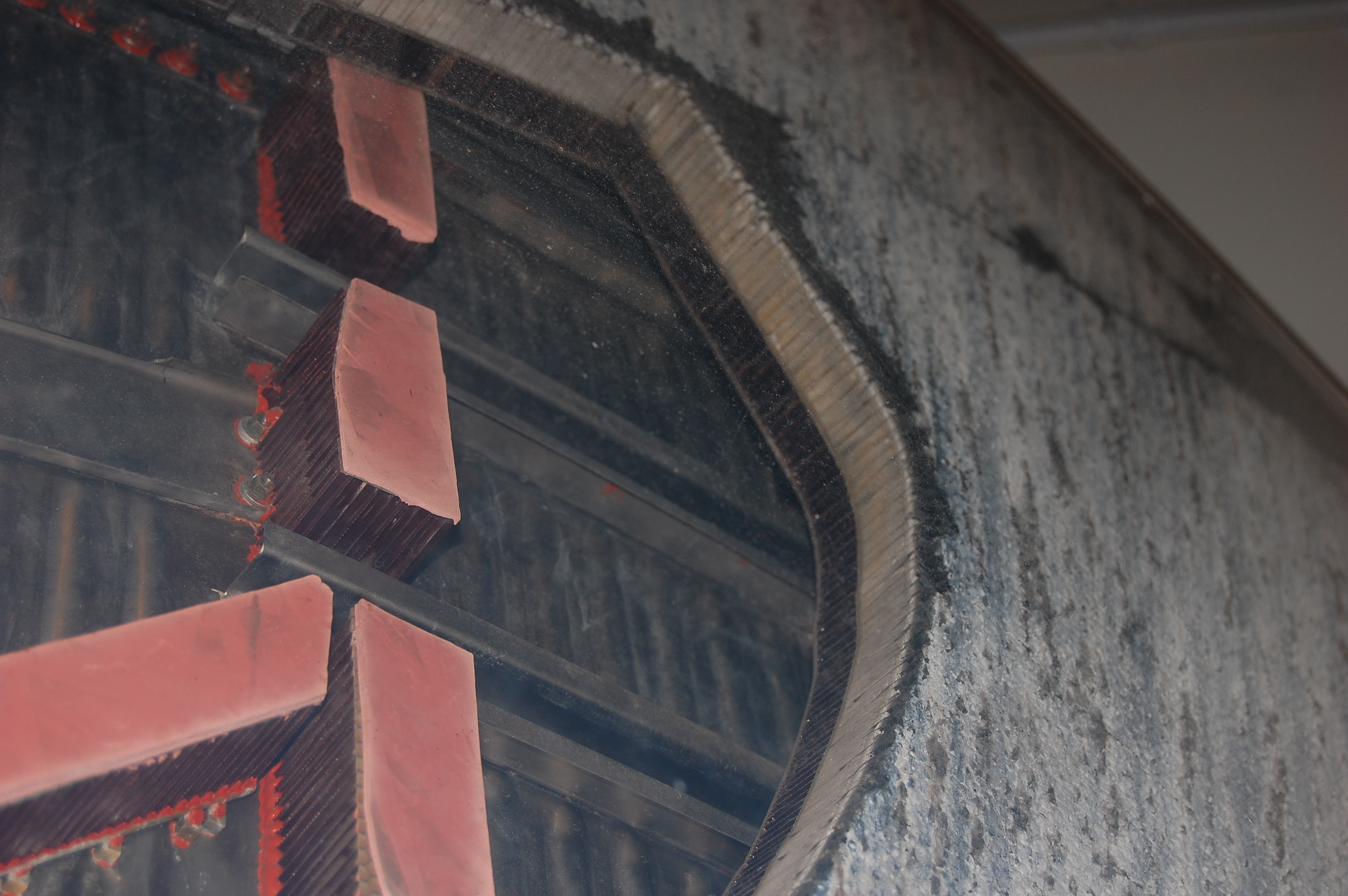
Mặt cắt của lá chắn nhiệt trên tàu Gemini 2.

## Một số vụ hồi quyển chọn lọc
Danh sách bao gồm một số lần thâm nhập khí quyển đáng chú ý của các tàu vũ trụ, chúng không được dự định hạ cánh mà sẽ bị phá hủy trong khí quyển.
| Tàu vũ trụ   | Thời điểm hồi quyển |
| ------------ | ------------------- |
| Phobos-Grunt | 2012                |
| ROSAT        | 2011                |
| UARS         | 2011                |
| Mir          | 2001                |
| Skylab       | 1979                |